# Museo Arqueológico Provincial de Badajoz
El Museo Arqueológico Provincial de Badajoz, (Extremadura, España), está situado en un edificio privilegiado por su historia y categoría arquitectónica. La sede está dentro del recinto de la llamada alcazaba islámica, en la parte más alta de Badajoz.

## El edificio
Ocupa el noble edificio del Palacio de los Condes de la Roca y Duques de Feria, en ocasiones abreviado como Palacio de los Duques de la Roca, título nobiliario inexistente. Fue construido en el siglo XVI por otra noble familia extremeña, los Suárez de Figueroa. Su edificación tiene la estructura típica de palacio-fortaleza con un gran patio central conservando algunos elementos y dibujos  mudéjares esgrafiados, es decir, dibujados con la cal del revoco, en sus ventanas en arco de herradura y  alfiz (quizá del árabe andalusí alḥíz, este de alḥáyyiz, y este del árabe clásico ḥayyiz) es la moldura o marco que rodea la parte exterior de un arco pudiendo partir de las impostas del arco o del suelo.
El actual edificio ha sufrido numerosas reformas, con sus obras de fábrica correspondientes. Hay que tener en cuenta que en el siglo XVIII fue parte del cuartel de San José. Más tarde, después de la  Guerra de la Independencia, el edificio quedó prácticamente en ruinas hasta 1970, en que se comenzó su restauración respetando de la construcción inicial la fachada, la torre noroeste y algunos pequeños elementos interiores.

## Creación como Museo
Historia del Museo
Ante la necesidad de salvaguardar el patrimonio artístico e histórico procedente de la desamortización, se creó la «Comisión Provincial de Monumentos» la cual, a su vez, creó en 1867 el Museo Arqueológico de Badajoz, ubicándose en primera instancia en el palacio de la «Diputación Provincial de Badajoz». En 1938 la entidad pasó a depender del Estado central y sus fondos fueron trasladados al edificio de «La Galera», colindante con la Torre de Espantaperros.
Cuando finalizaron las obras del nuevo edificio, en 1989, se trasladaron los fondos a la nueva sede, donde se dispusieron de tal forma que se presentaba al público una visión general y completa, en la medida de lo posible, de la arqueología de Badajoz.

## Los fondos del Museo

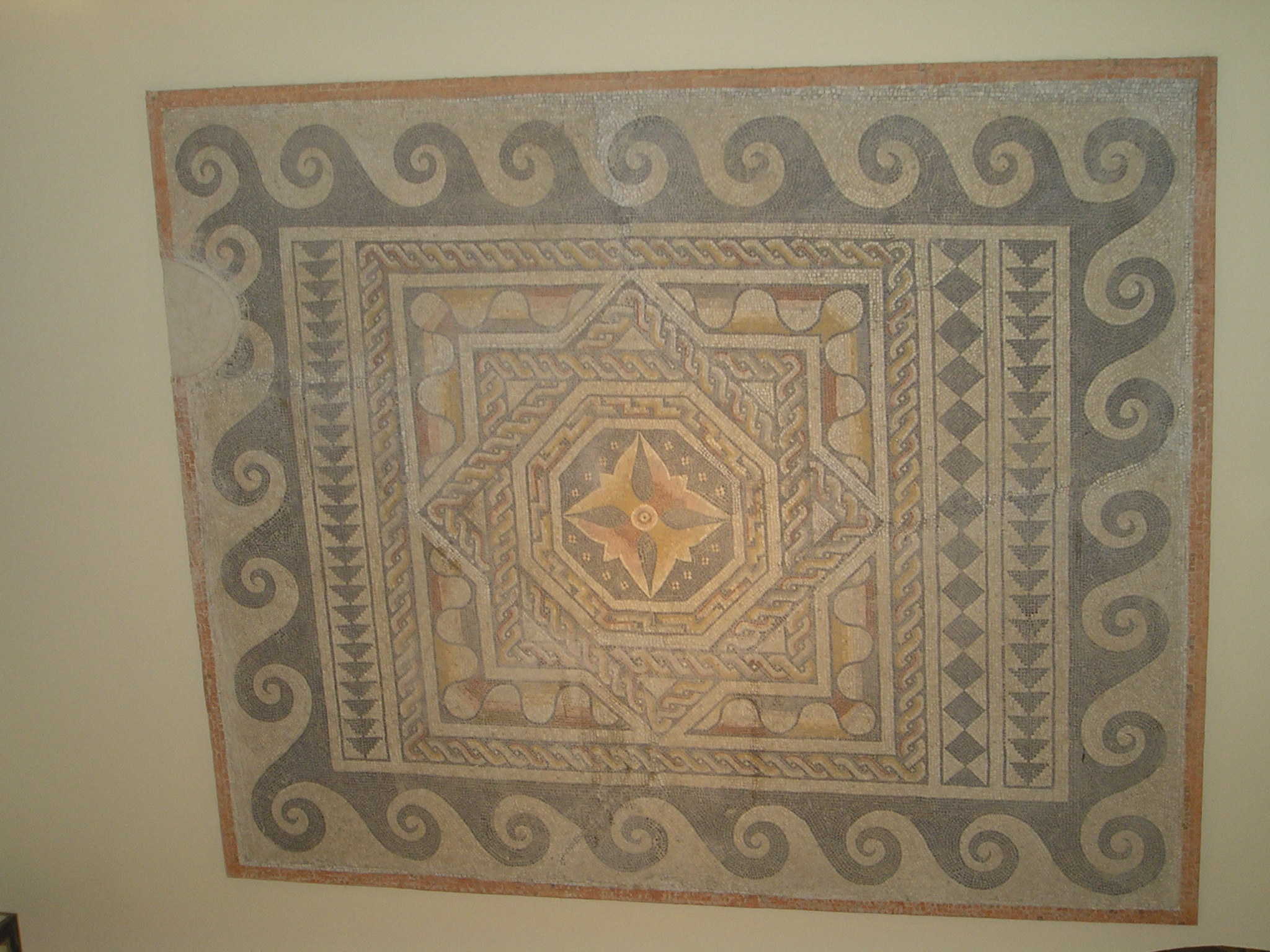
Mosaico geométrico de la Villa de las Tiendas depositado en el Museo de Badajoz, procedente de una de las villas romanas del término municipal de Badajoz

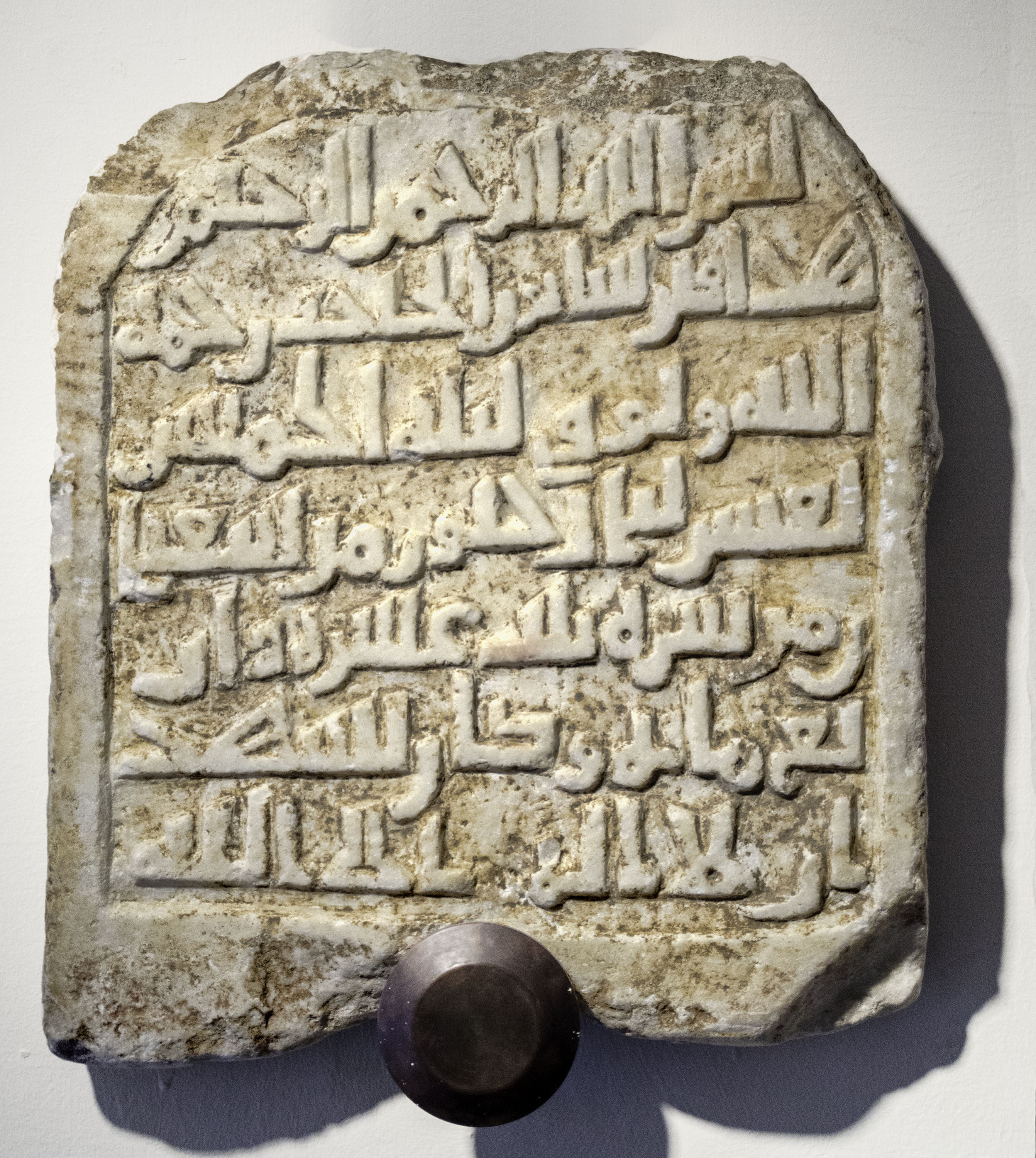
Lápida de Sabur, conservada en el Museo Arqueológico Provincial de Badajoz.

Los fondos del museo están organizados siguiendo un orden cronológico de las diferentes culturas asentadas en el valle medio del  Guadiana, que coincide con los asentamientos próximos a Badajoz. La exposición está organizada para ser visitada desde el piso superior hacia abajo: las salas del piso superior albergan los vestigios de la prehistoria: Paleolítico Inferior y medio, Calcolítico, Período Orientalizante, Estelas de Guerrero, Edad del Bronce y Edad del Hierro.
En la primera planta se exponen los restos de la época romana hallados en la provincia de Badajoz, como complemento del gran Museo Nacional de Arte Romano de Mérida, como agricultura, minería, creencias, muerte, etc. En la planta baja se exponen las piezas que ilustran el periodo tardorromano, comienzos del cristianismo, la cultura y arquitectura visigótica de los siglos VI y VII, la época  islámica en Badajoz de los siglos IX a XIII y, por último, la fase Medieval Cristiana desde los siglos XIII al XVI.

## Galería de Imágenes del Museo

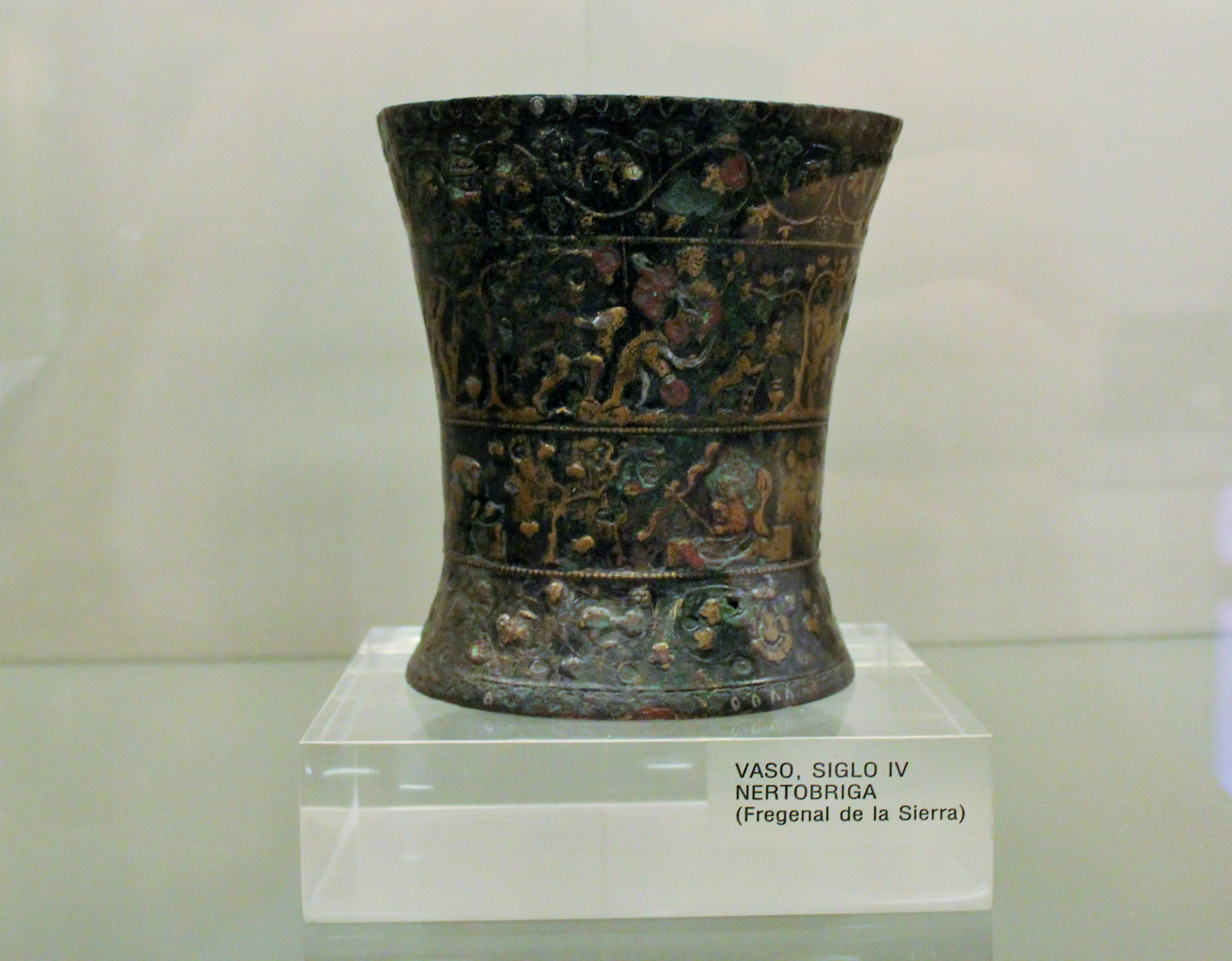
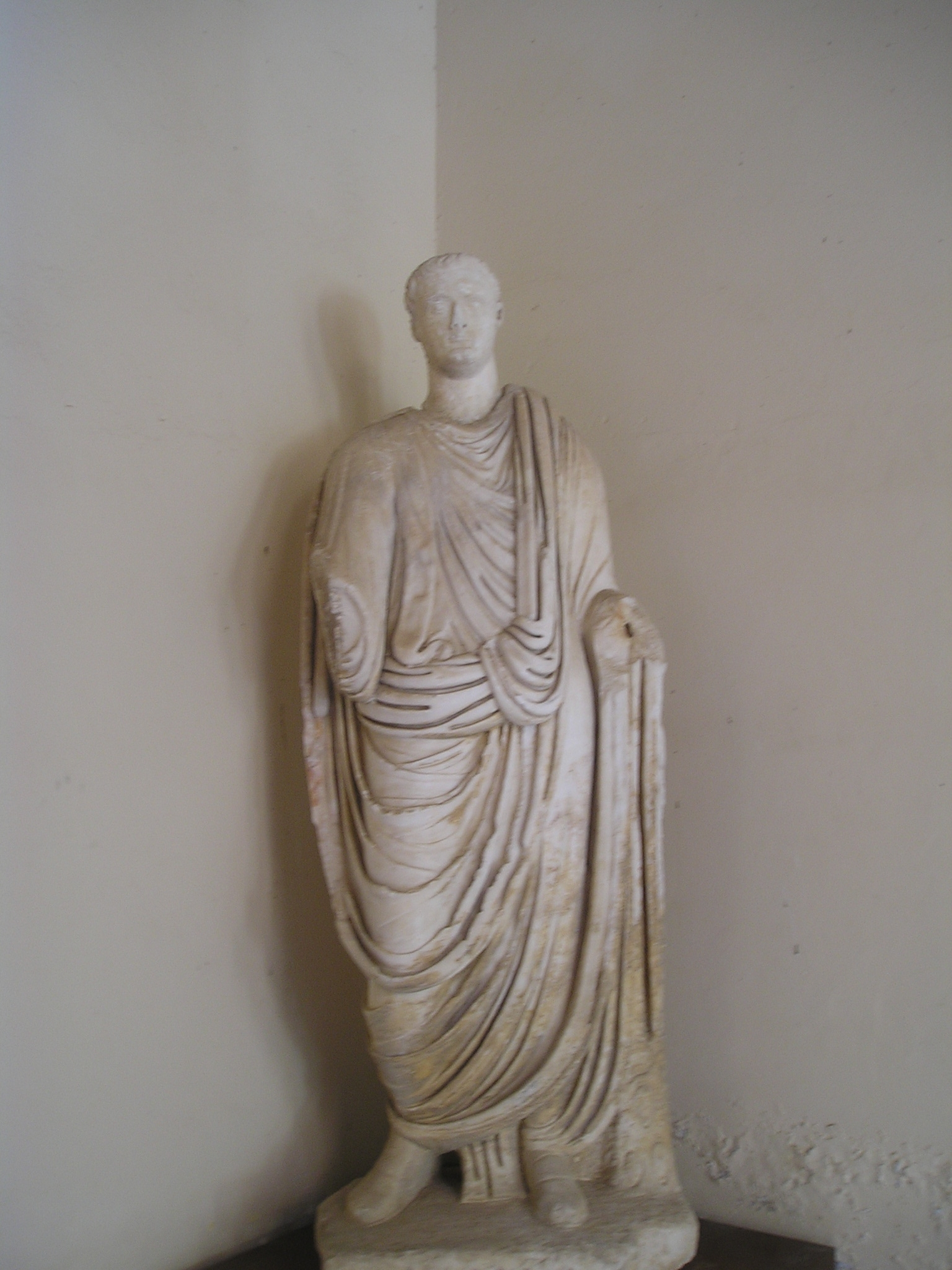
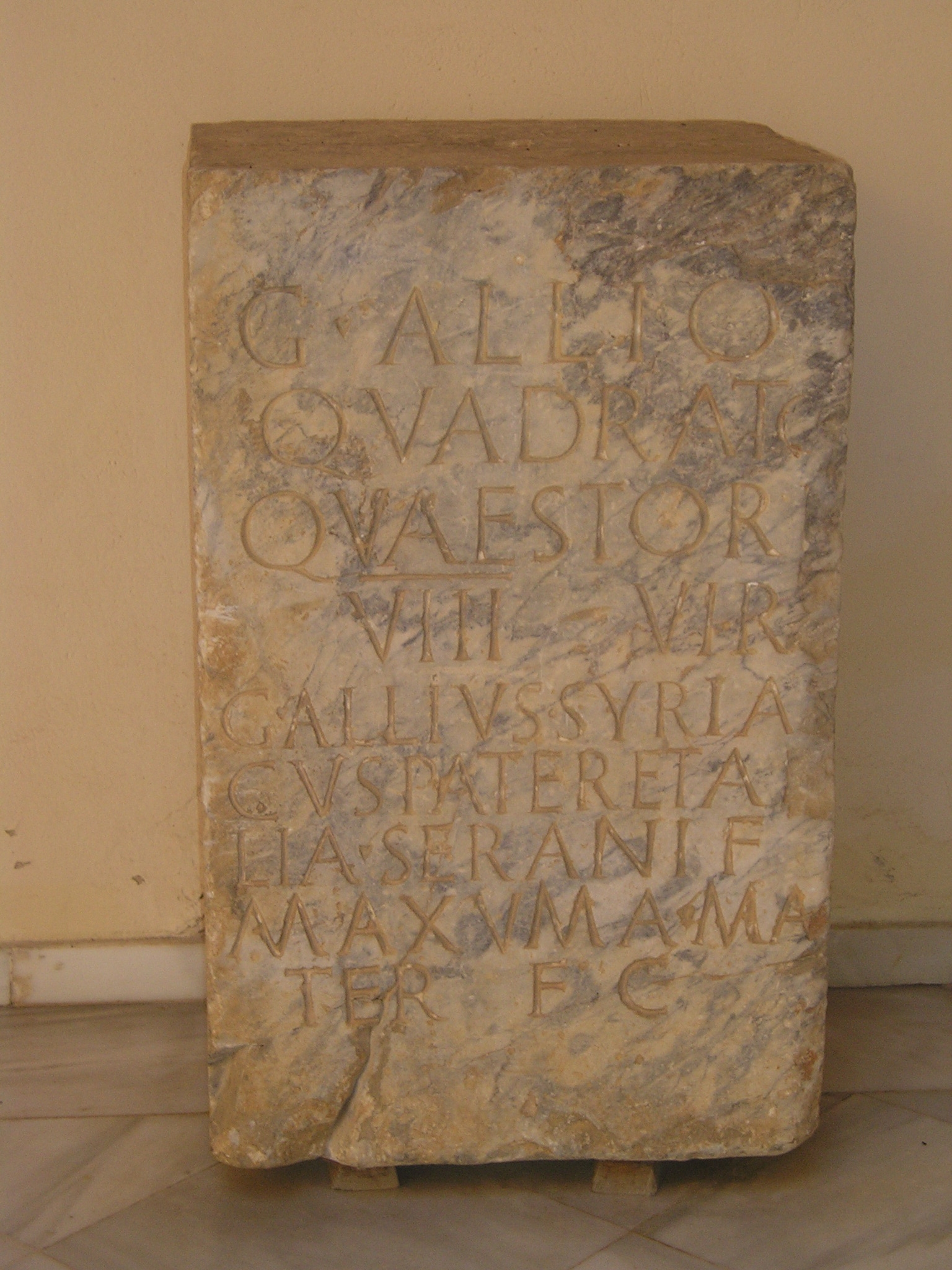
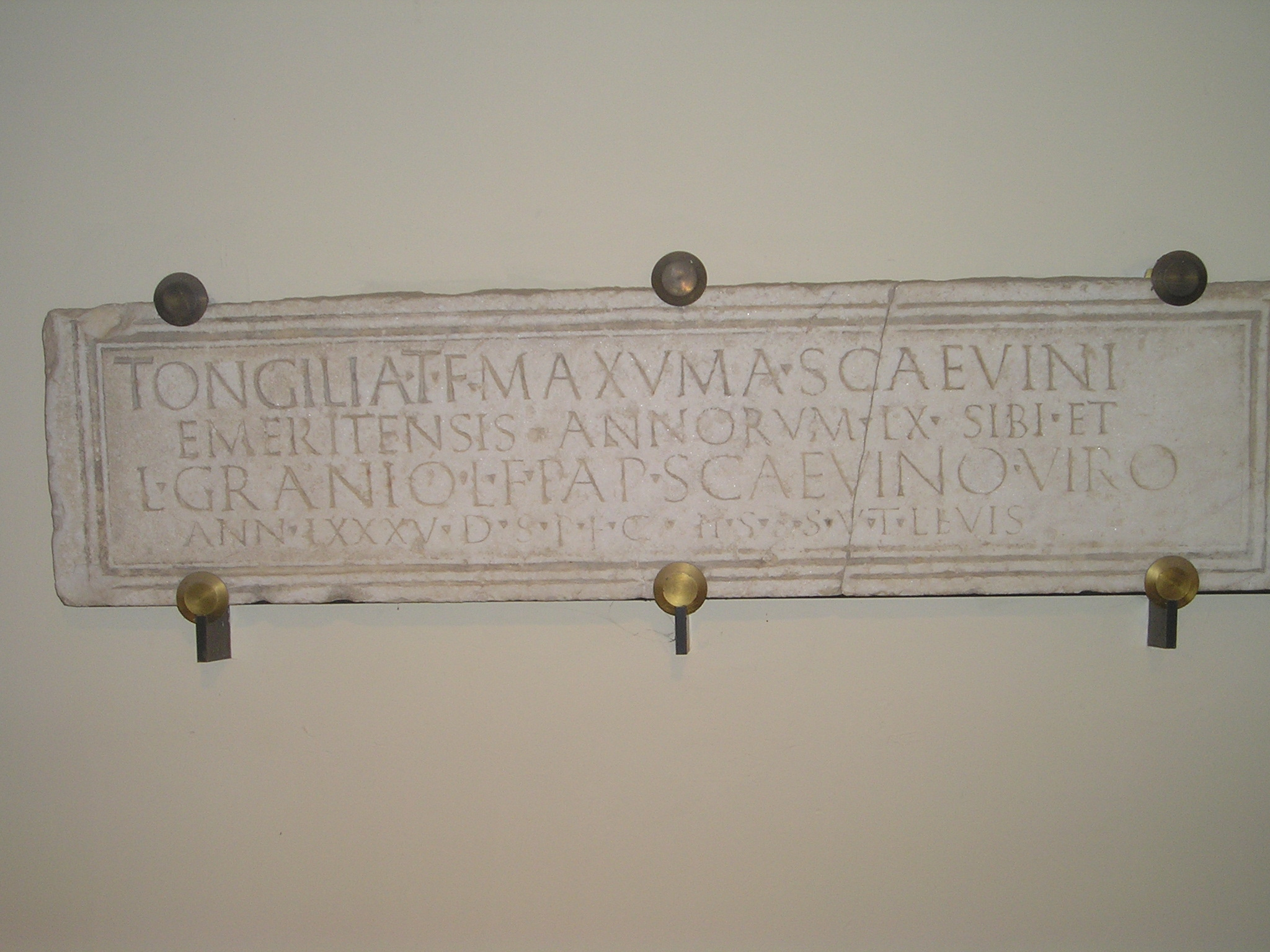
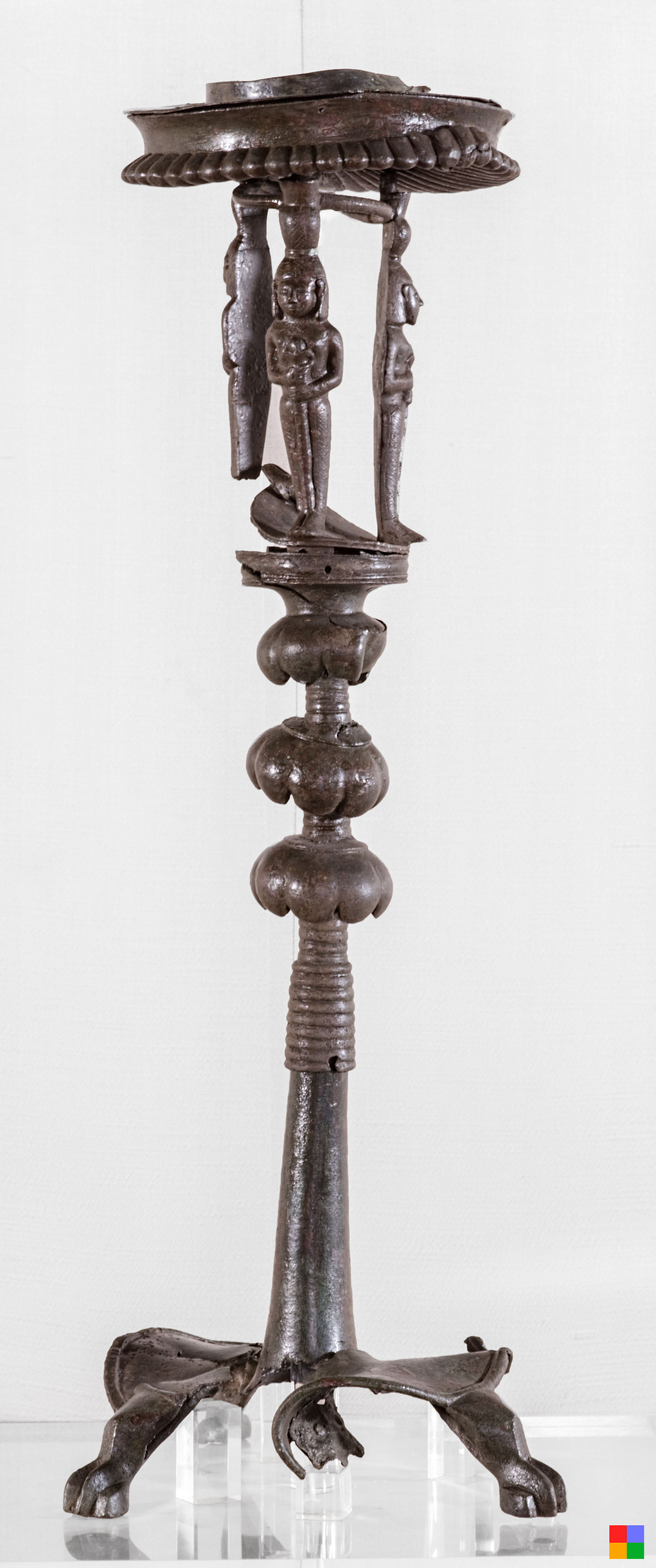
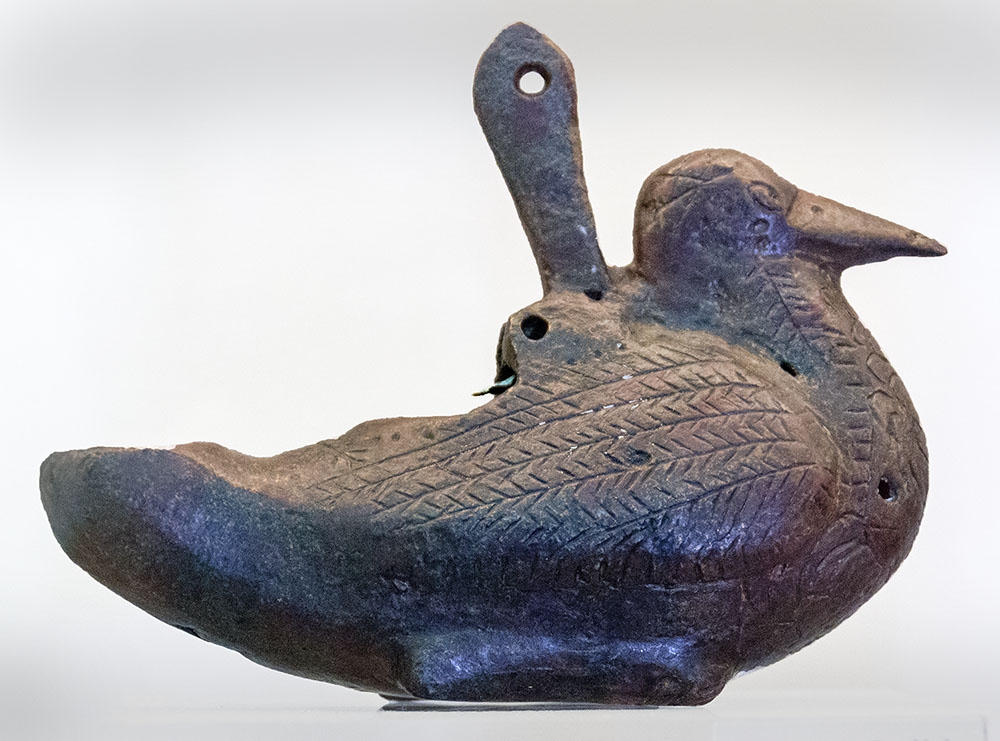
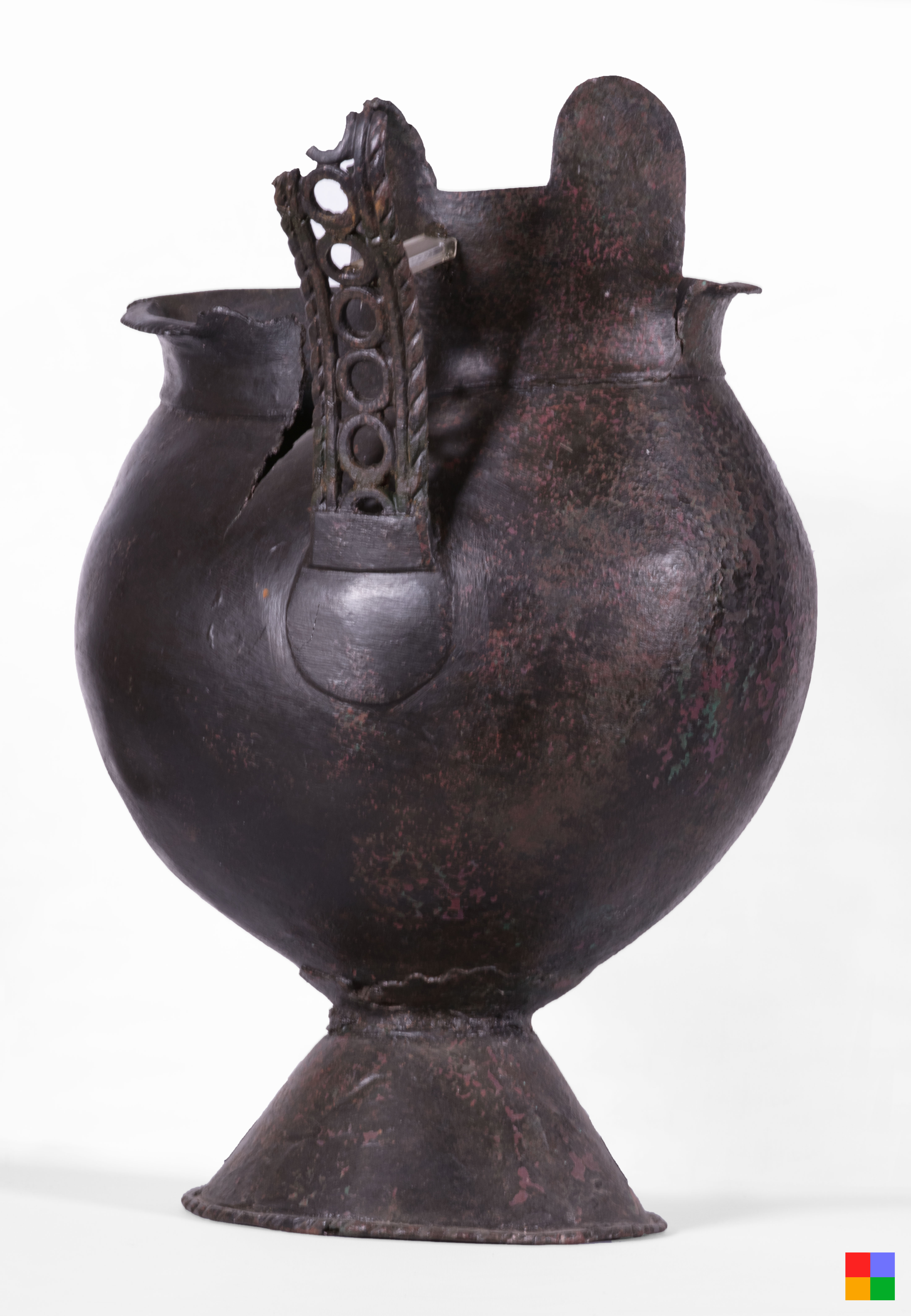
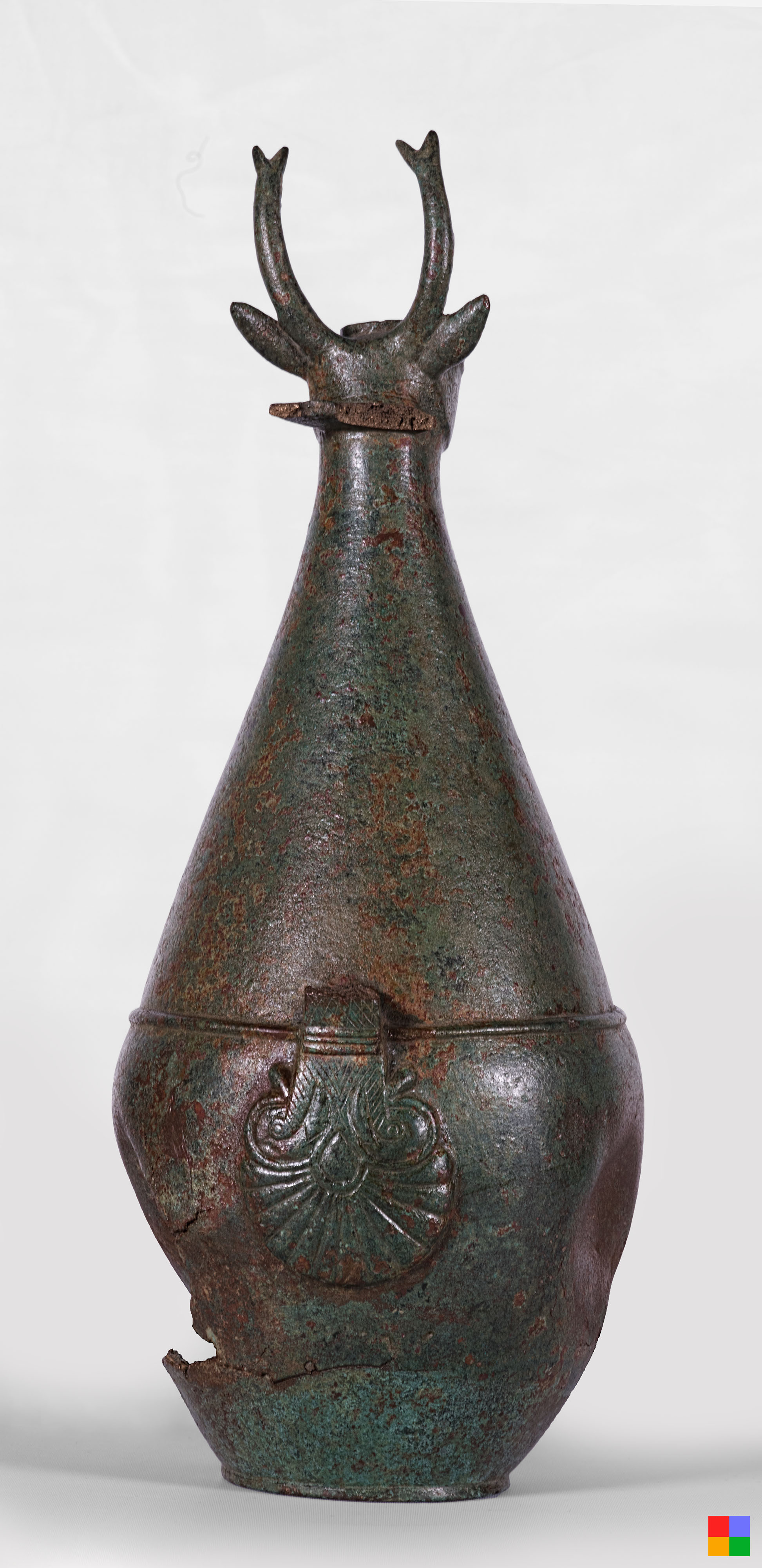
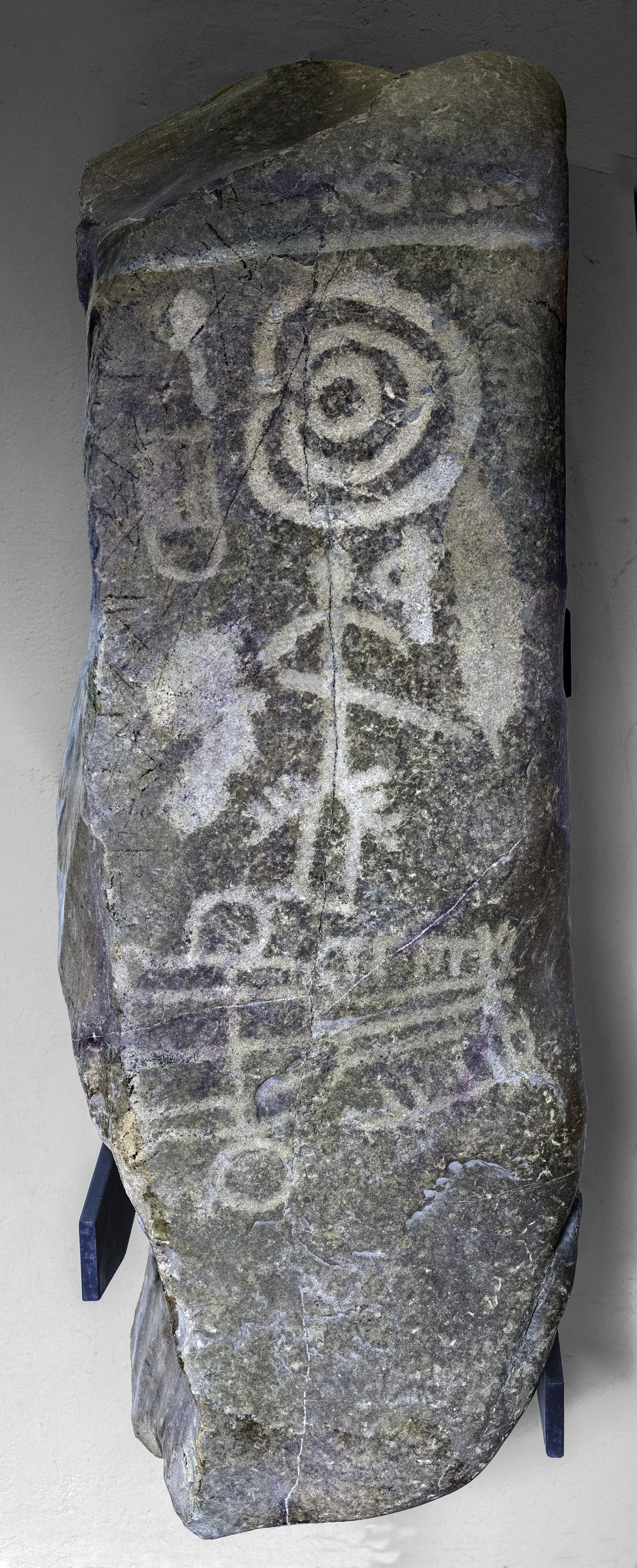
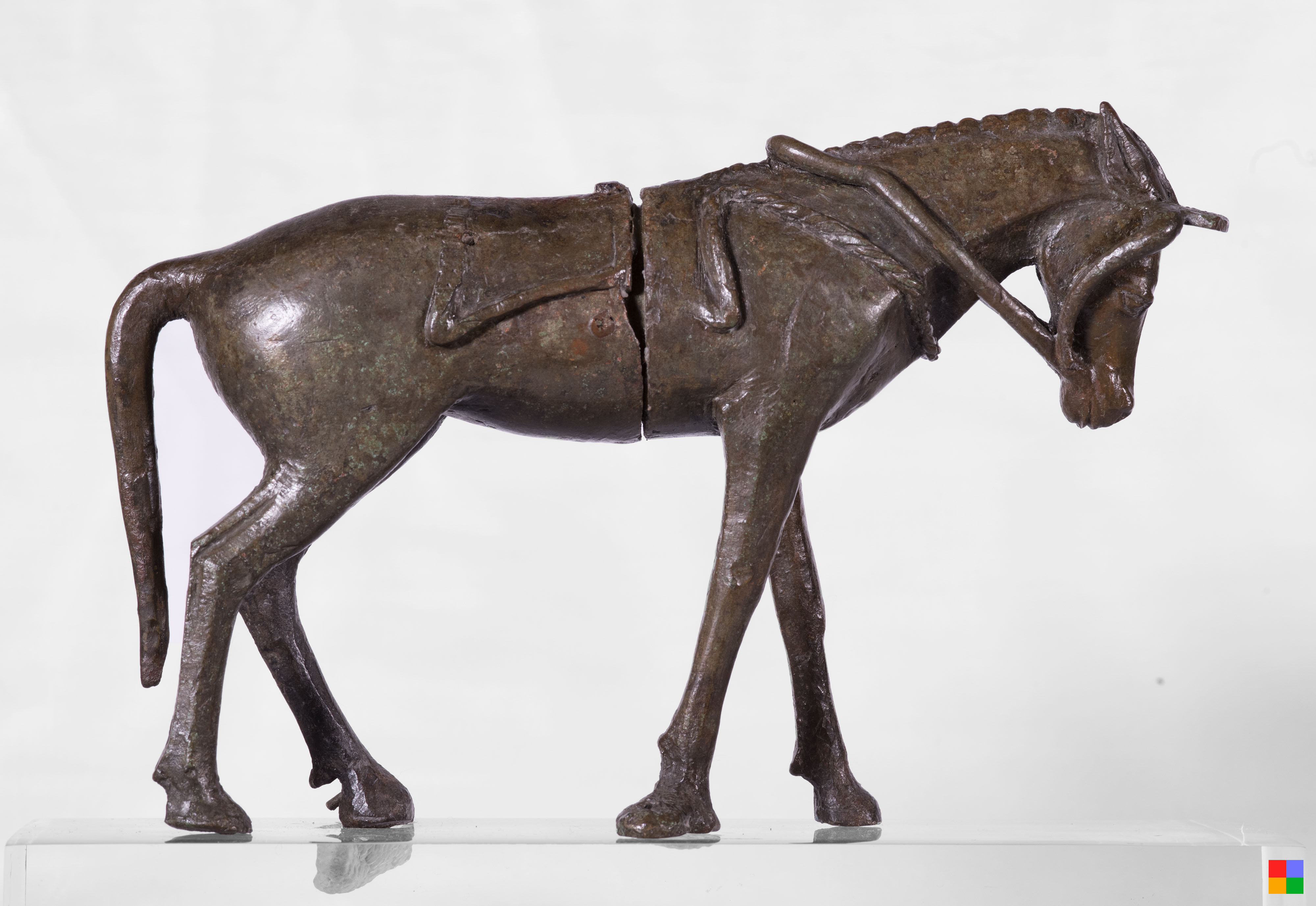
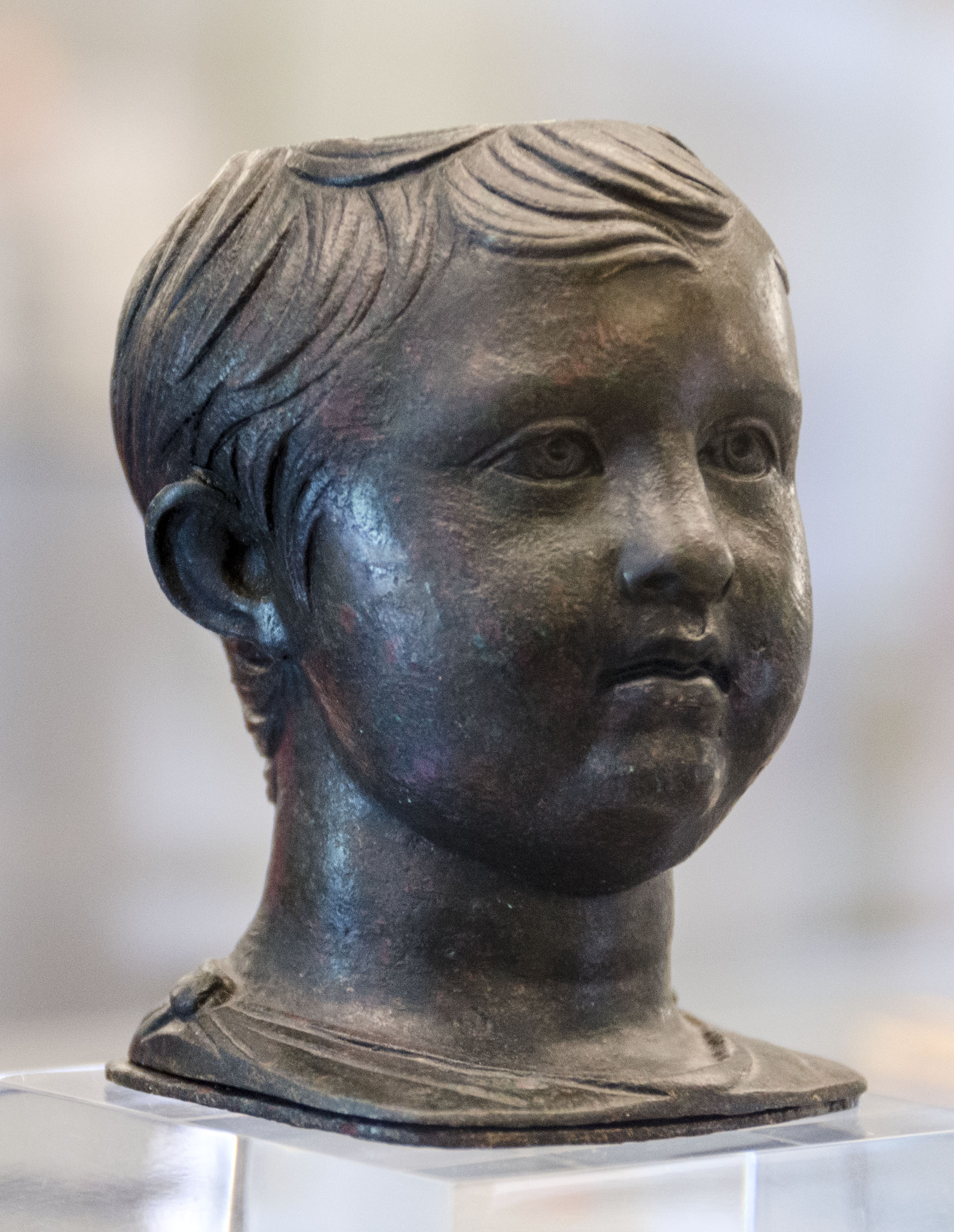
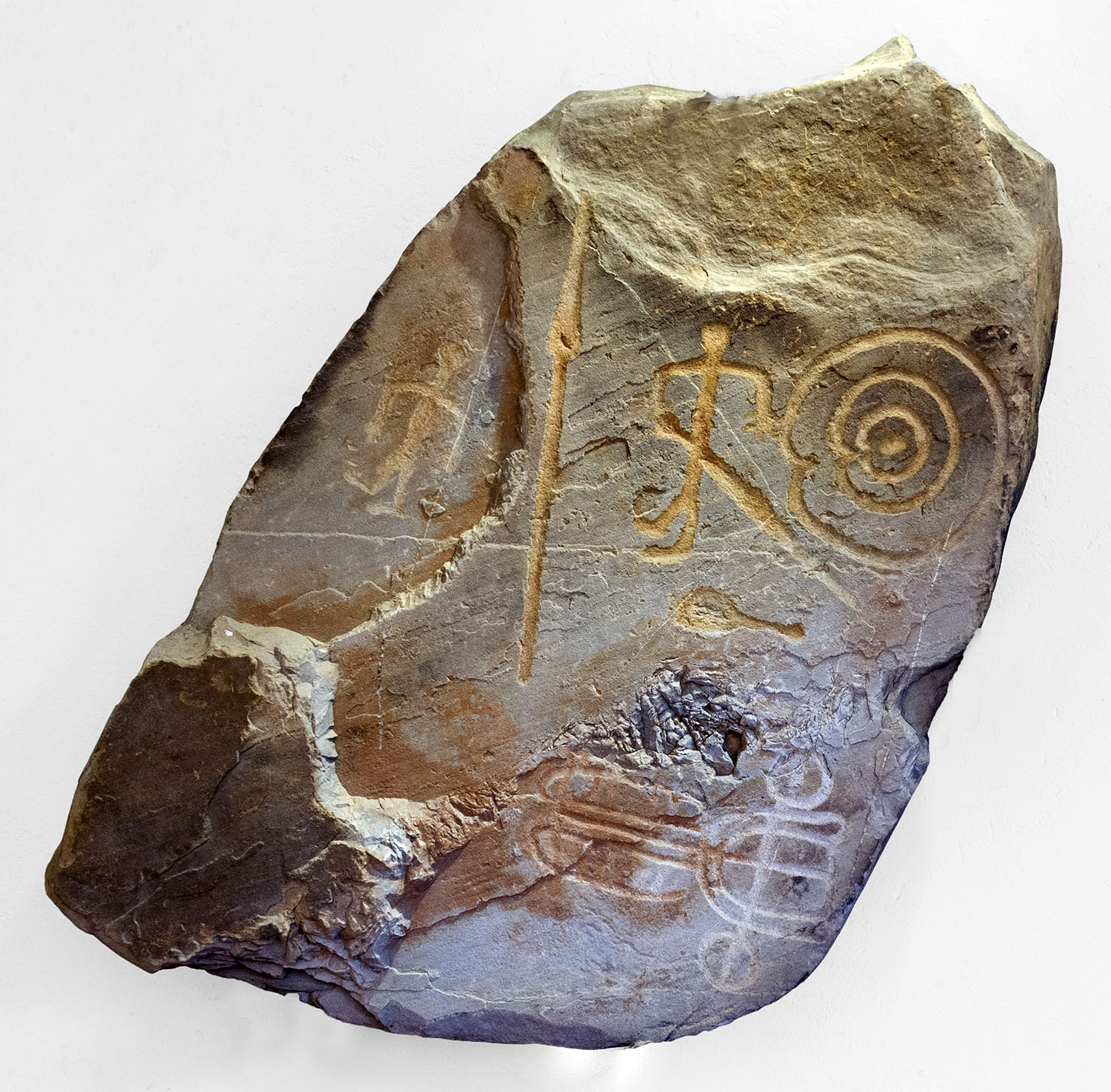
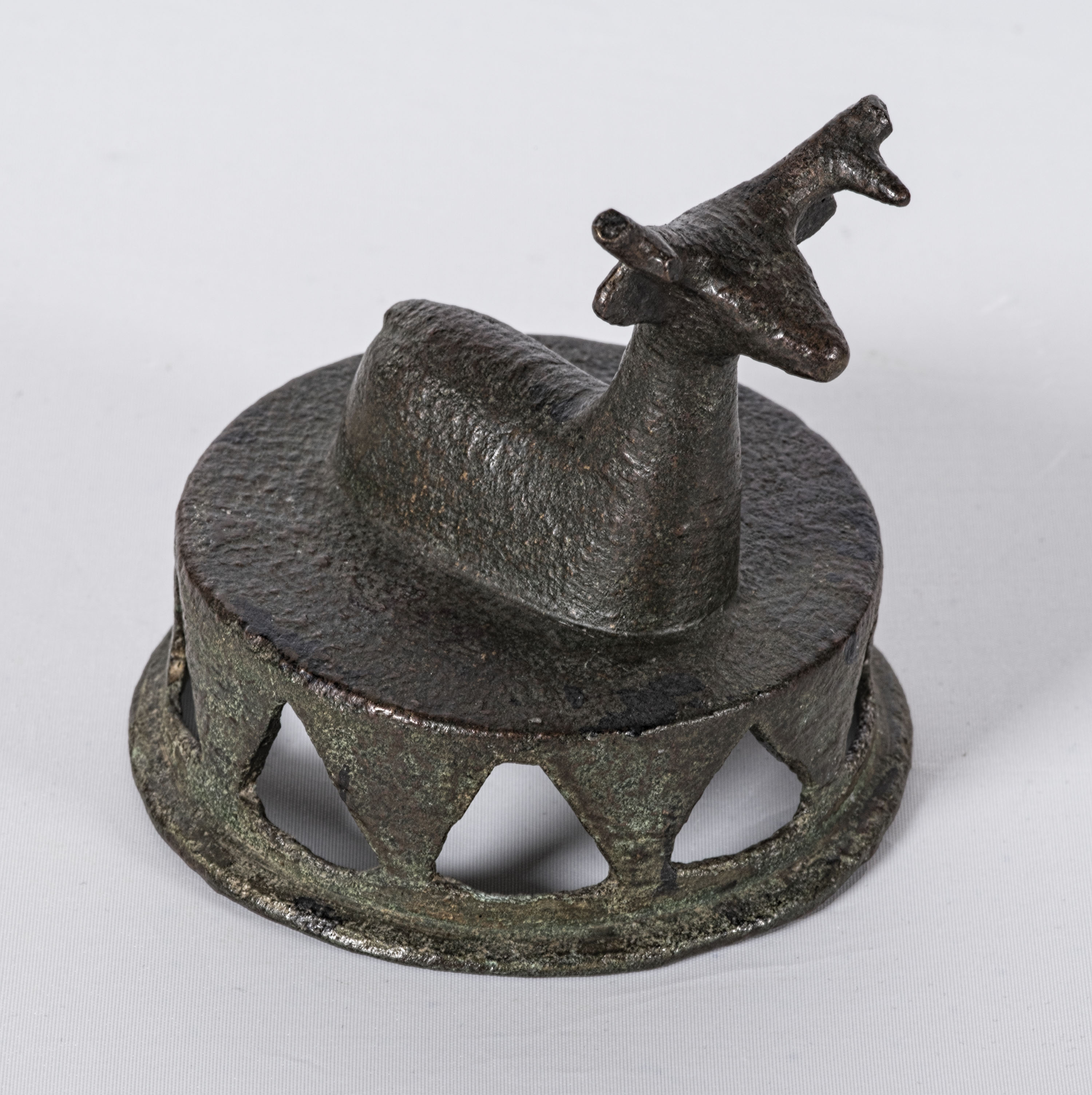
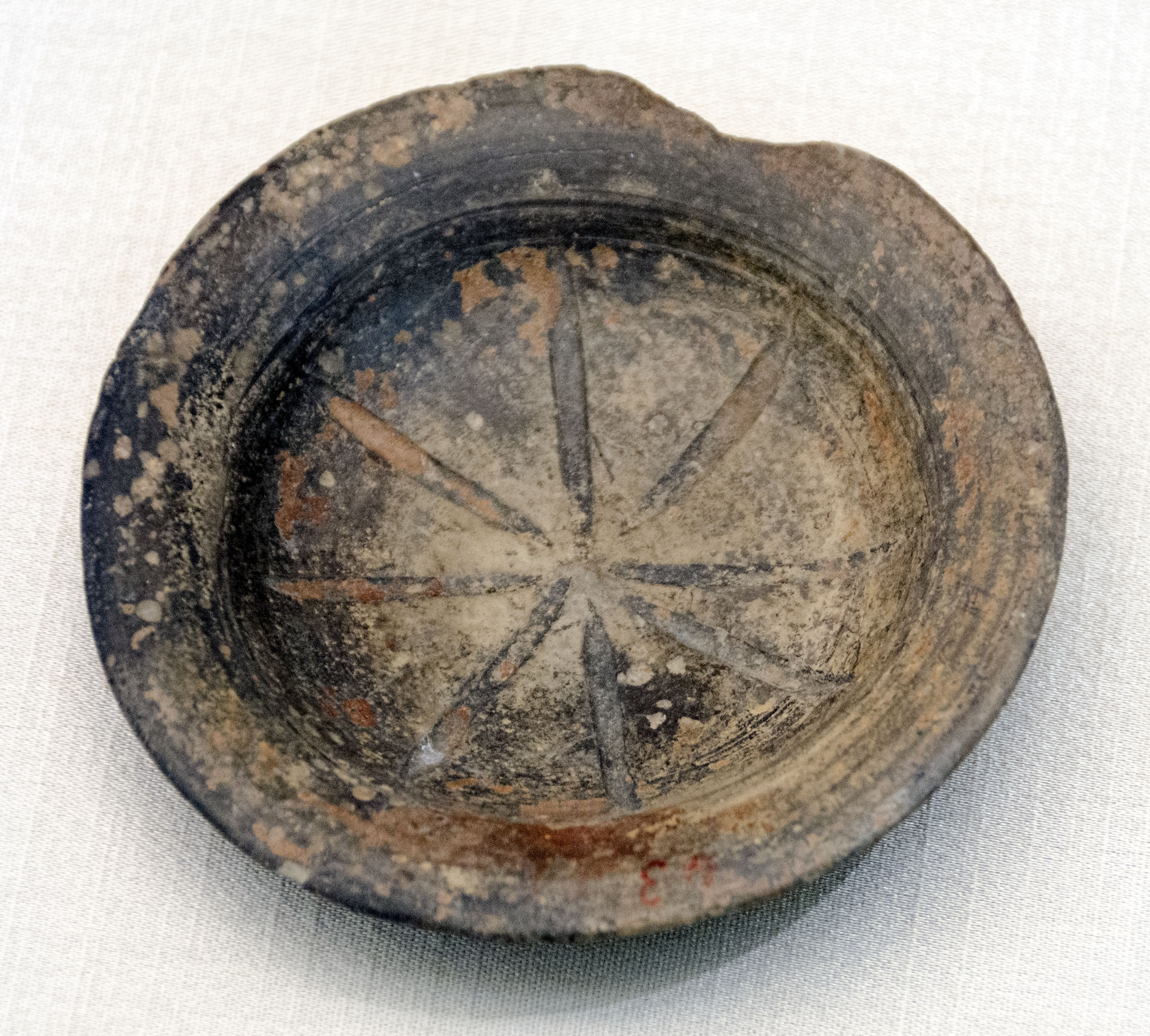
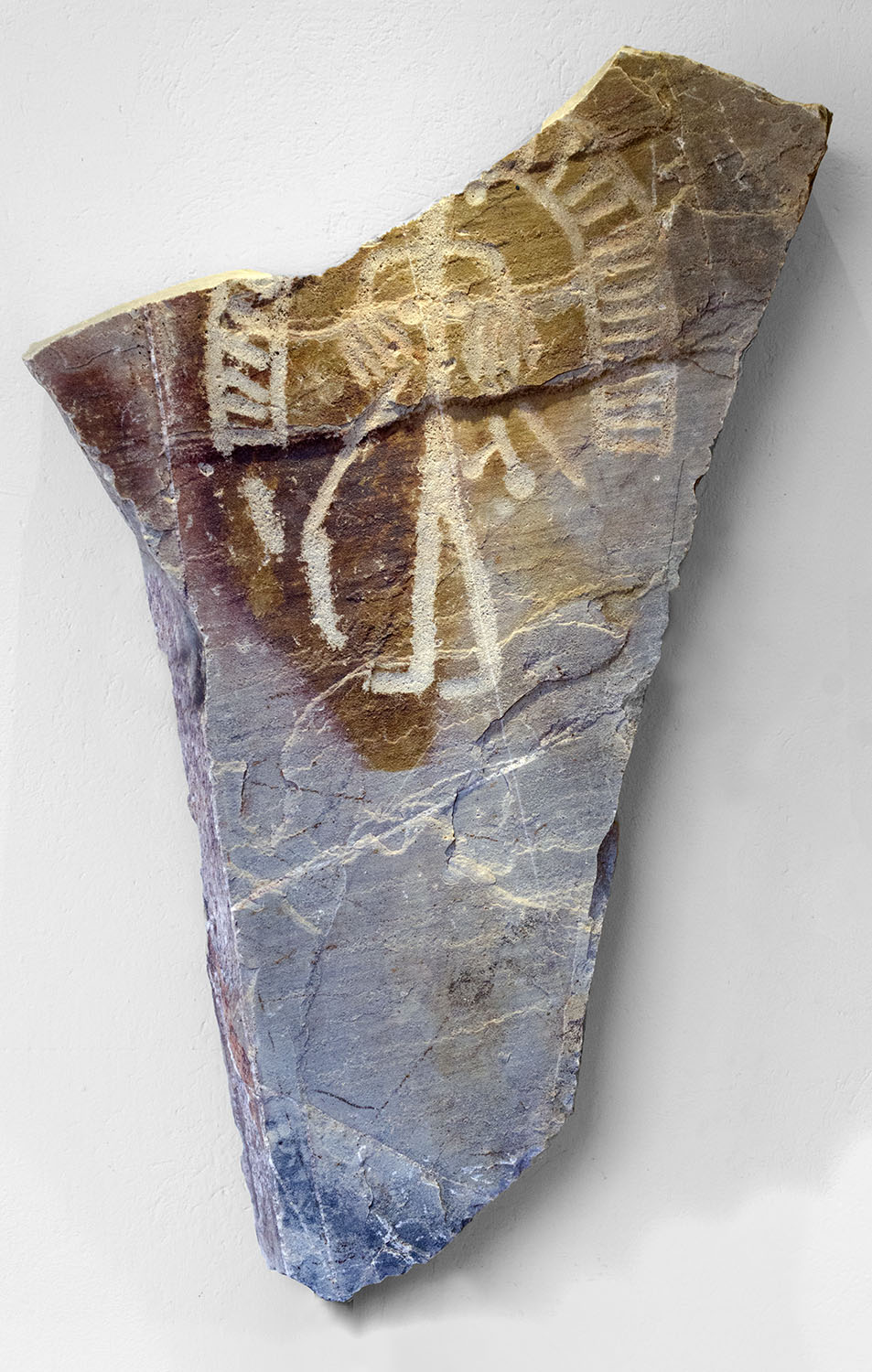
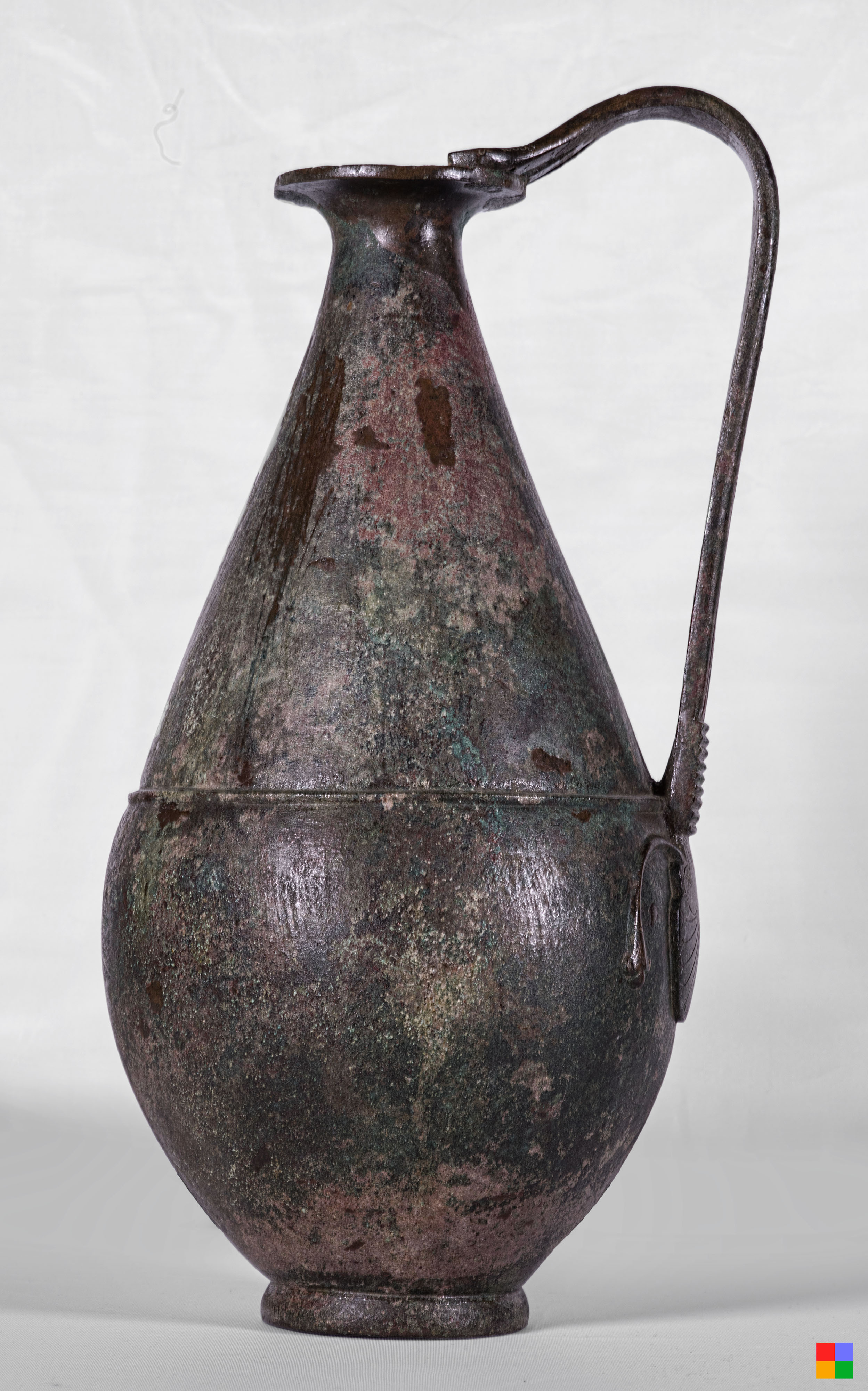
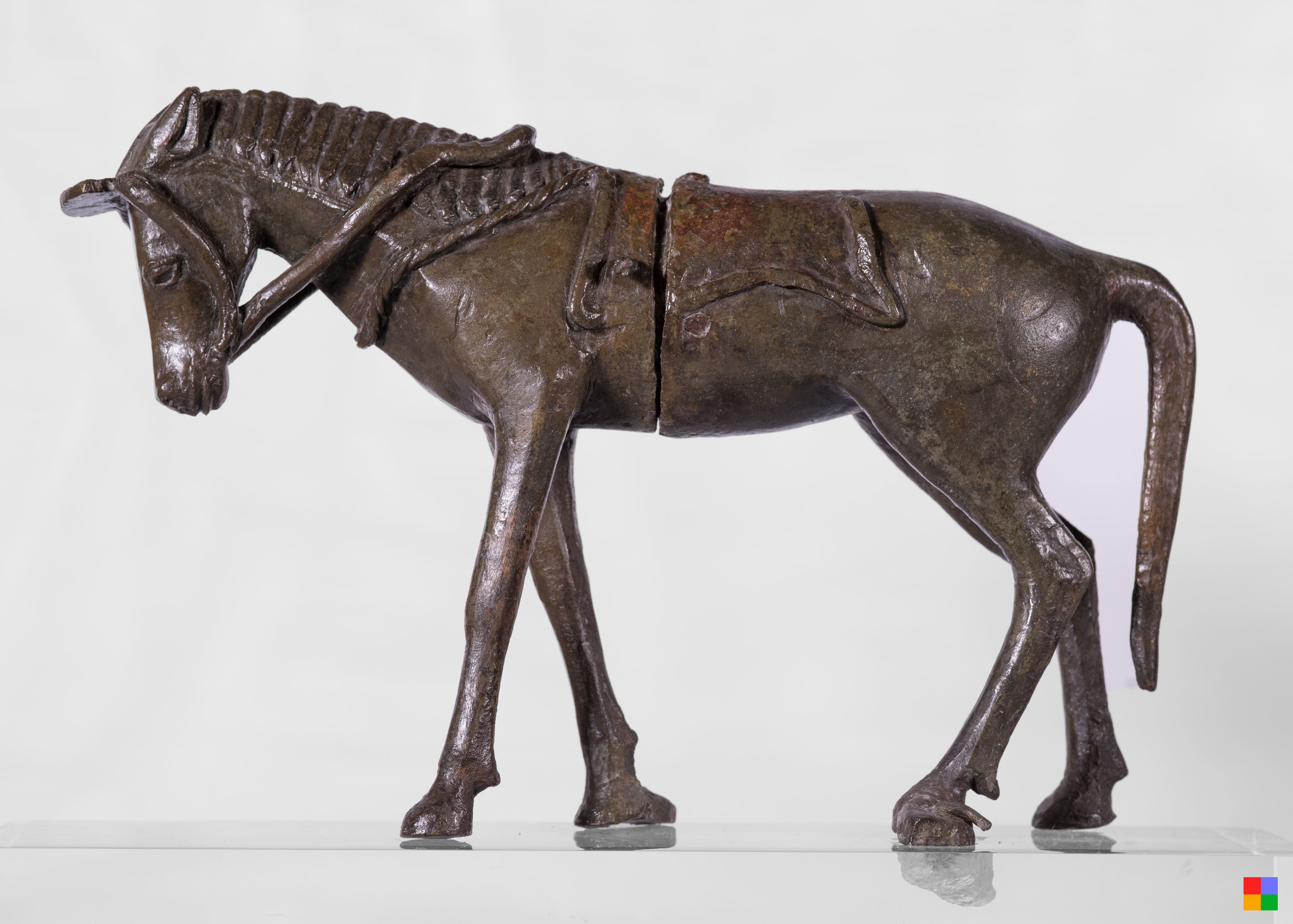
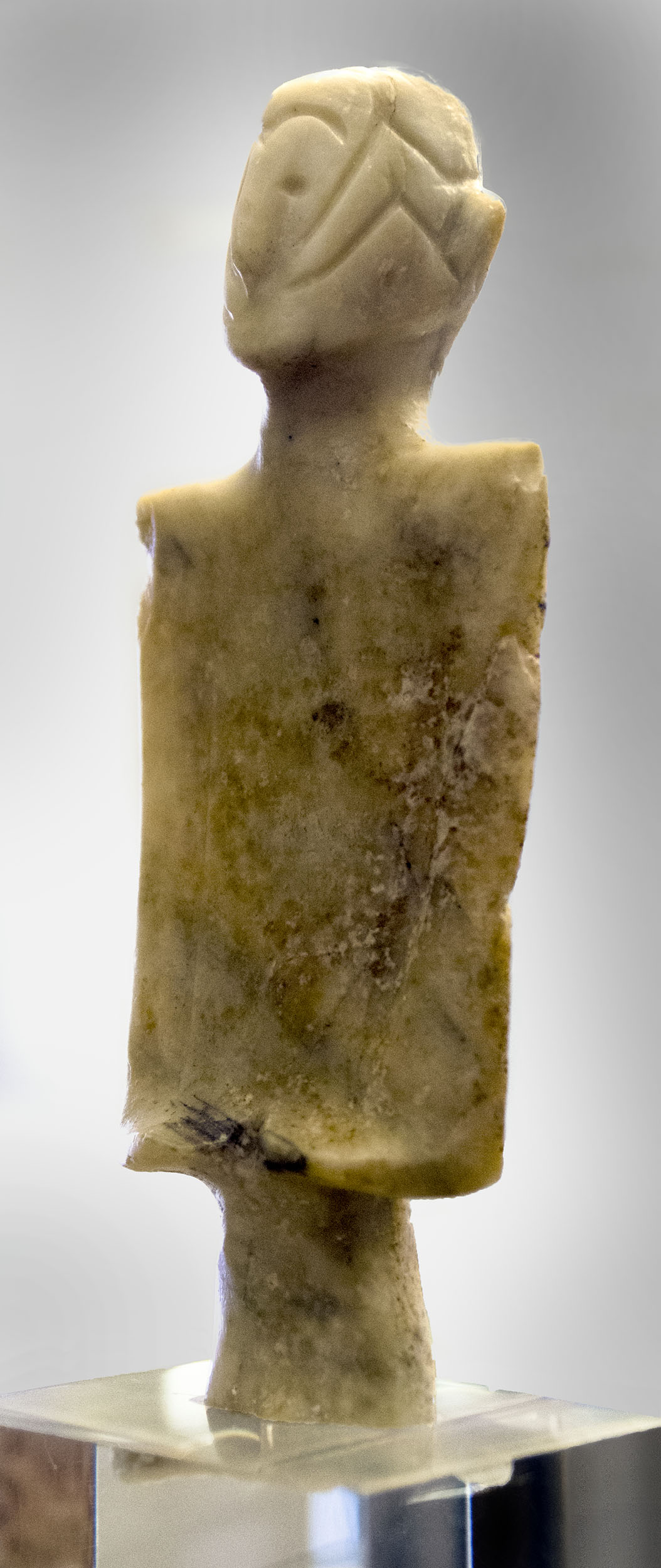
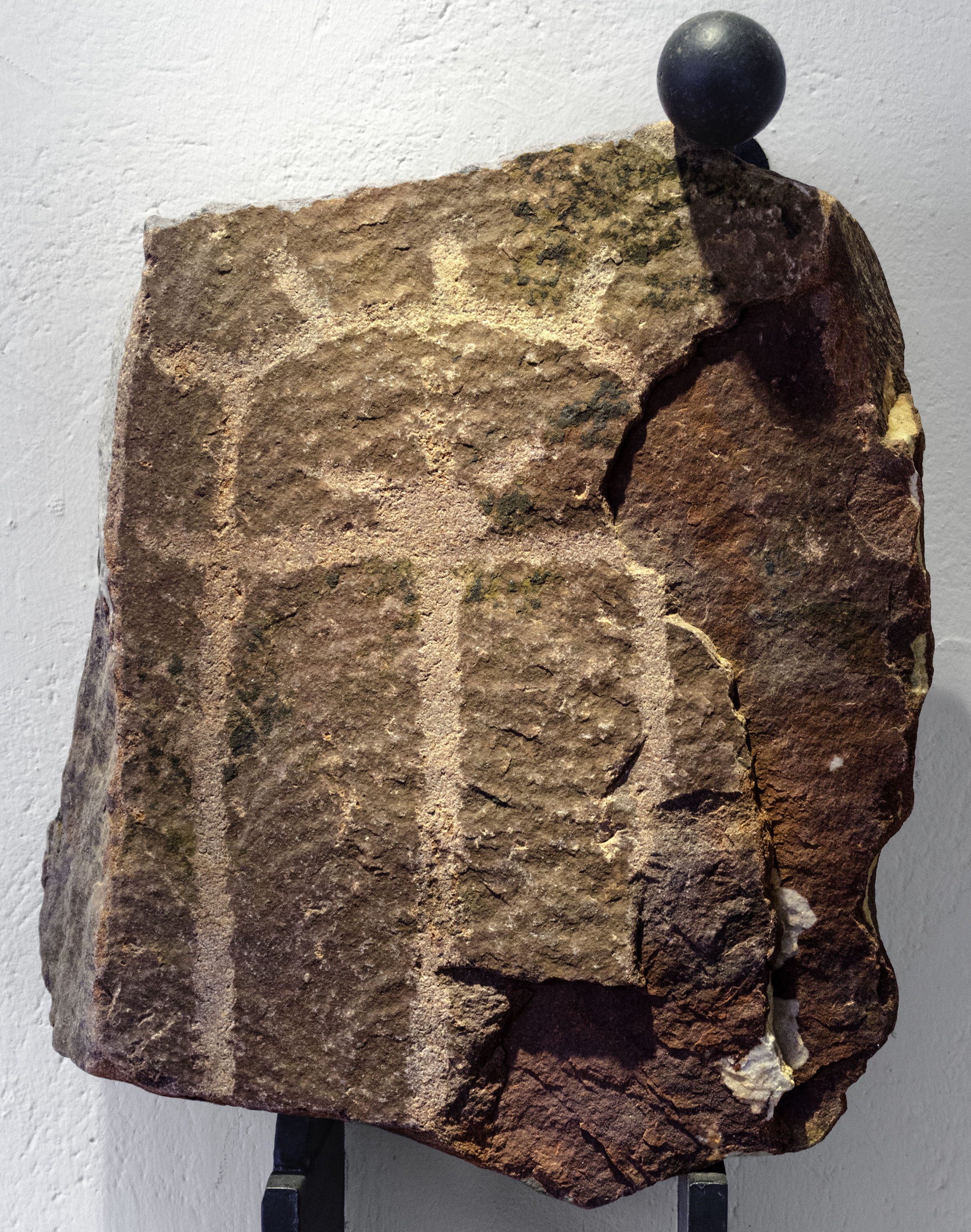
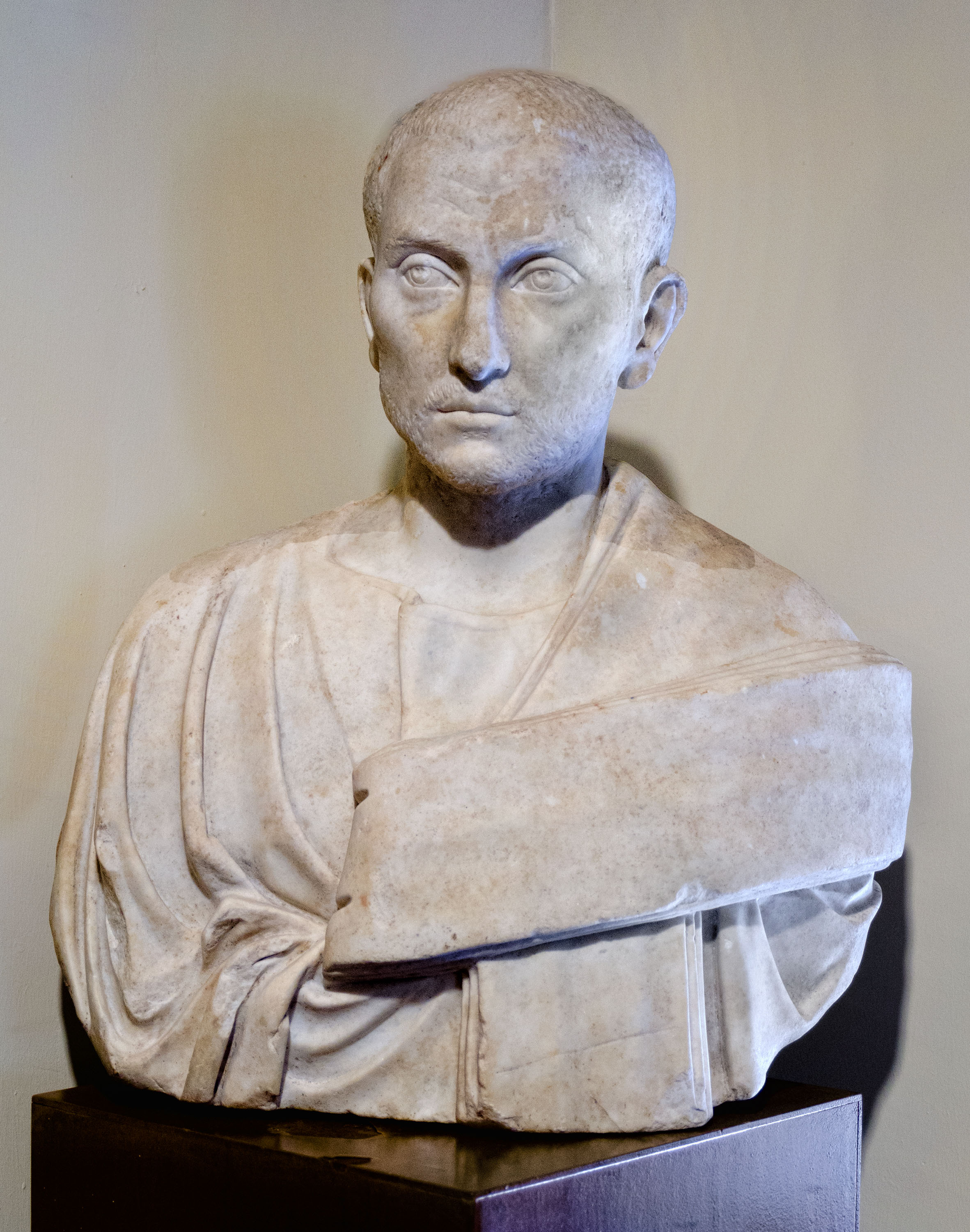
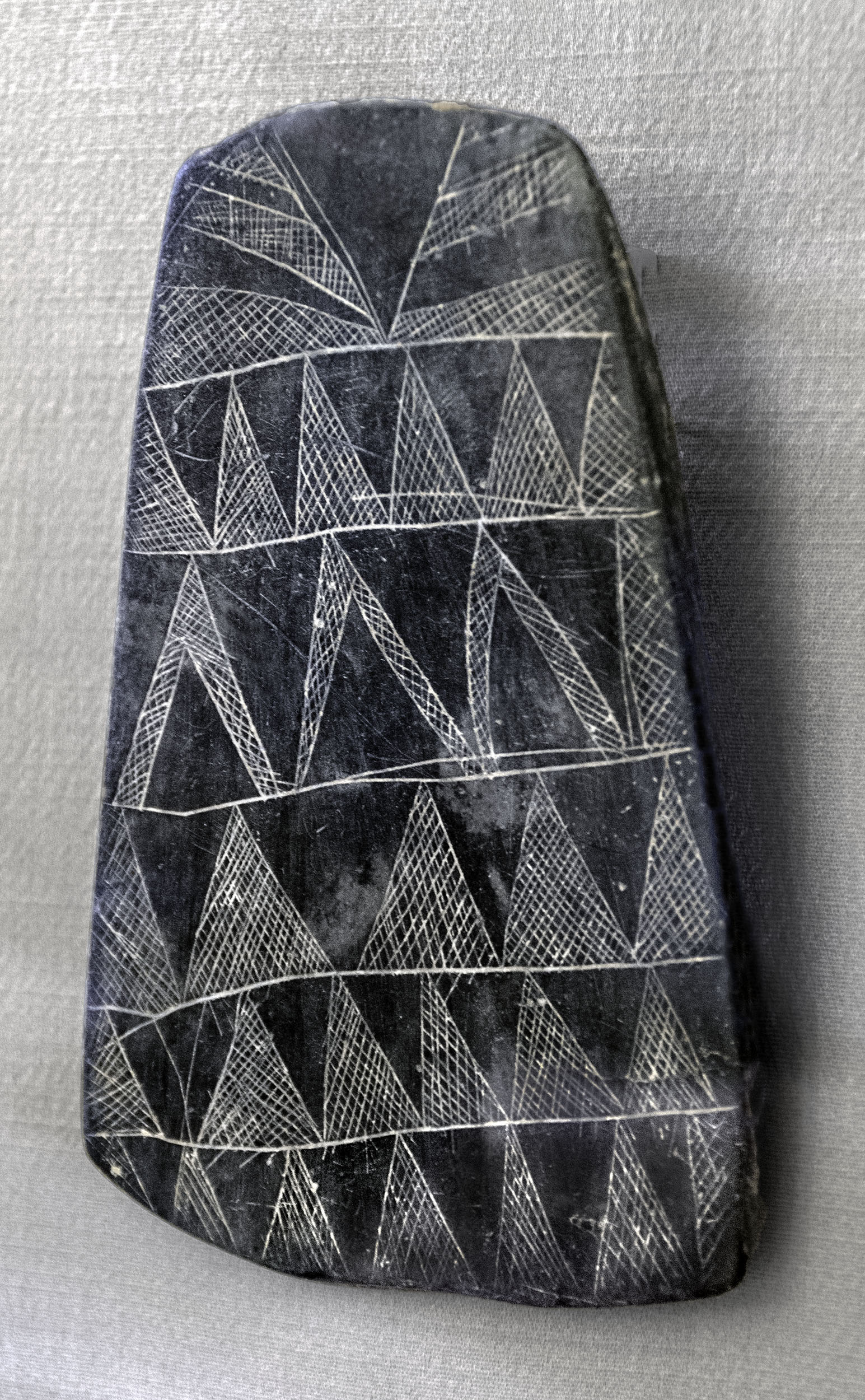
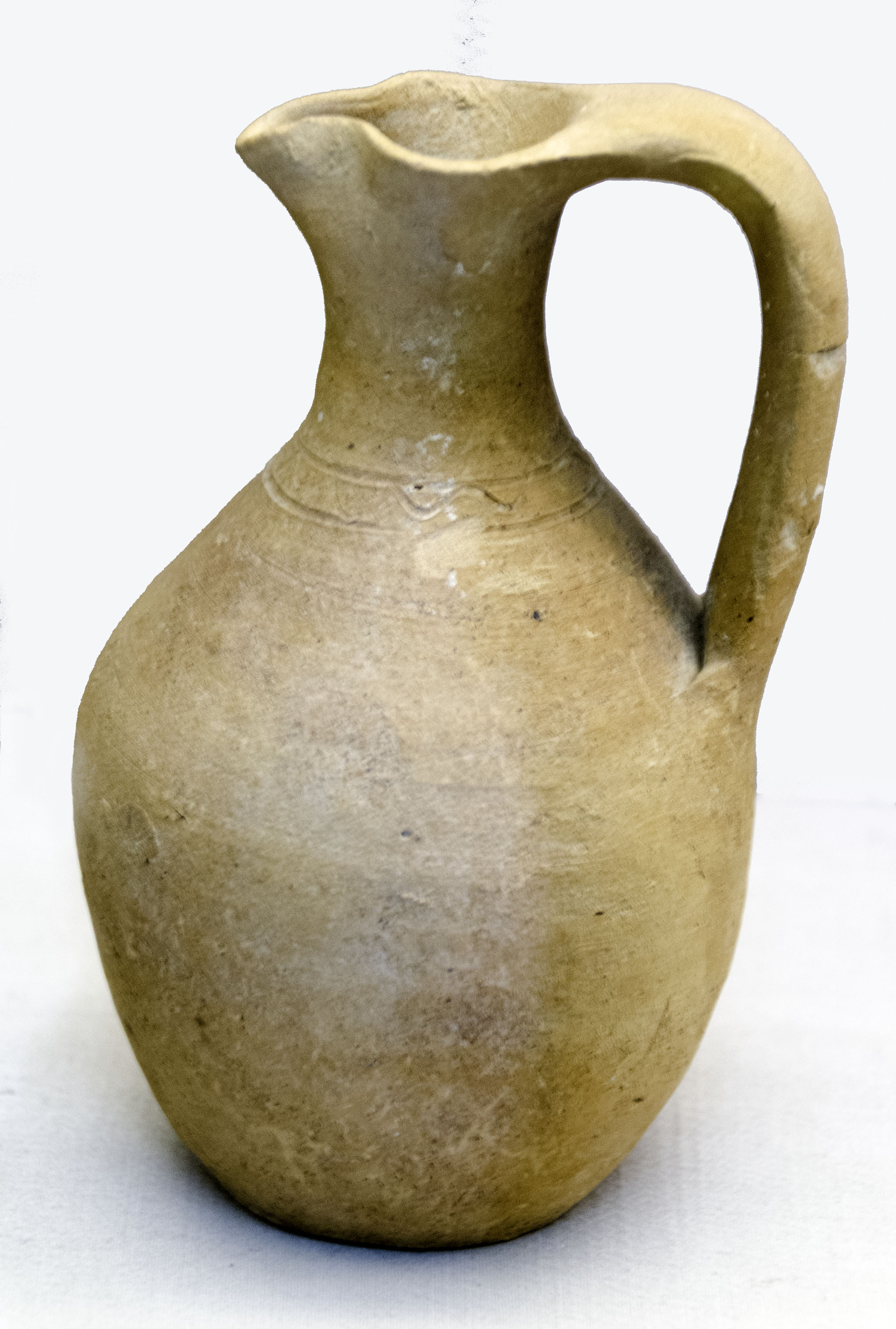
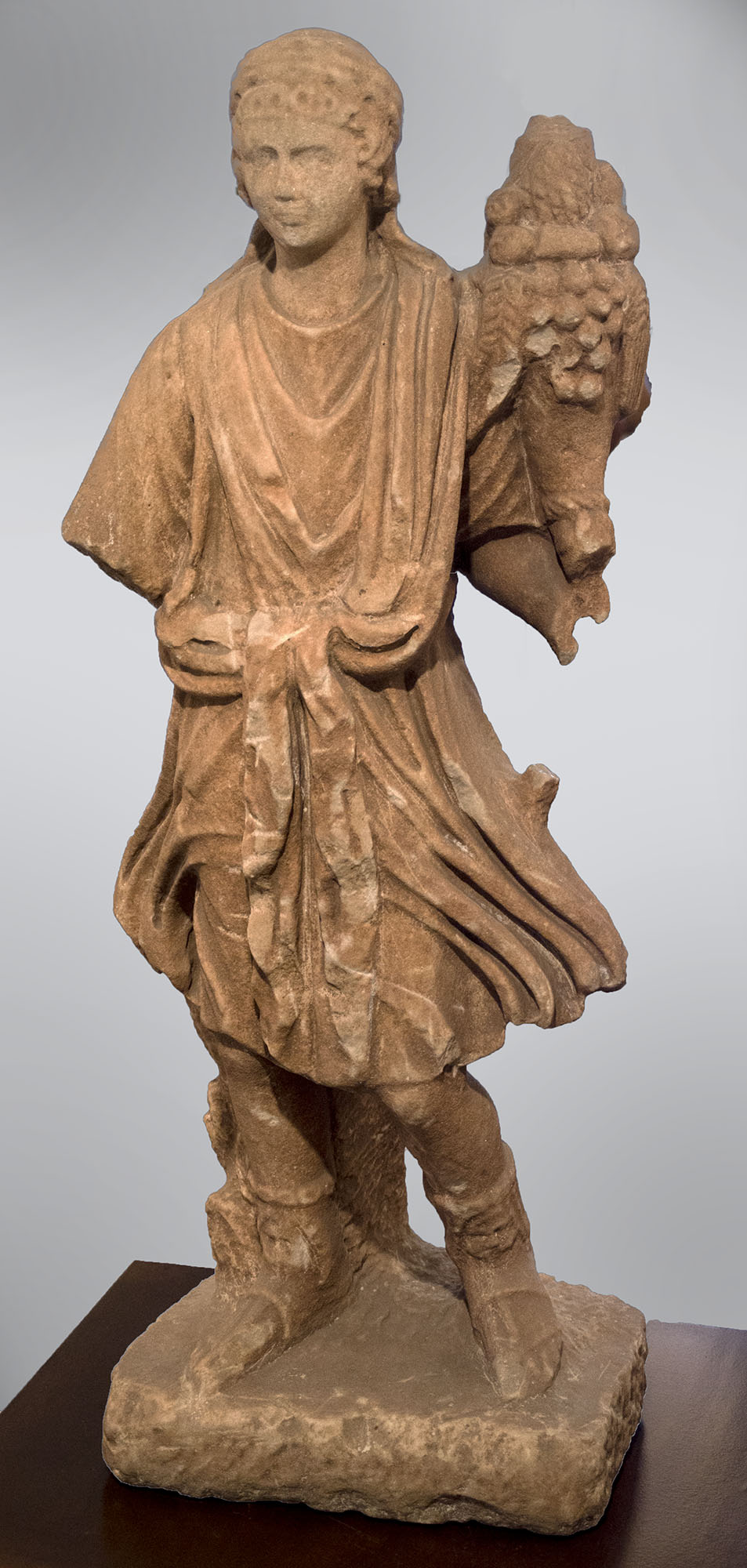
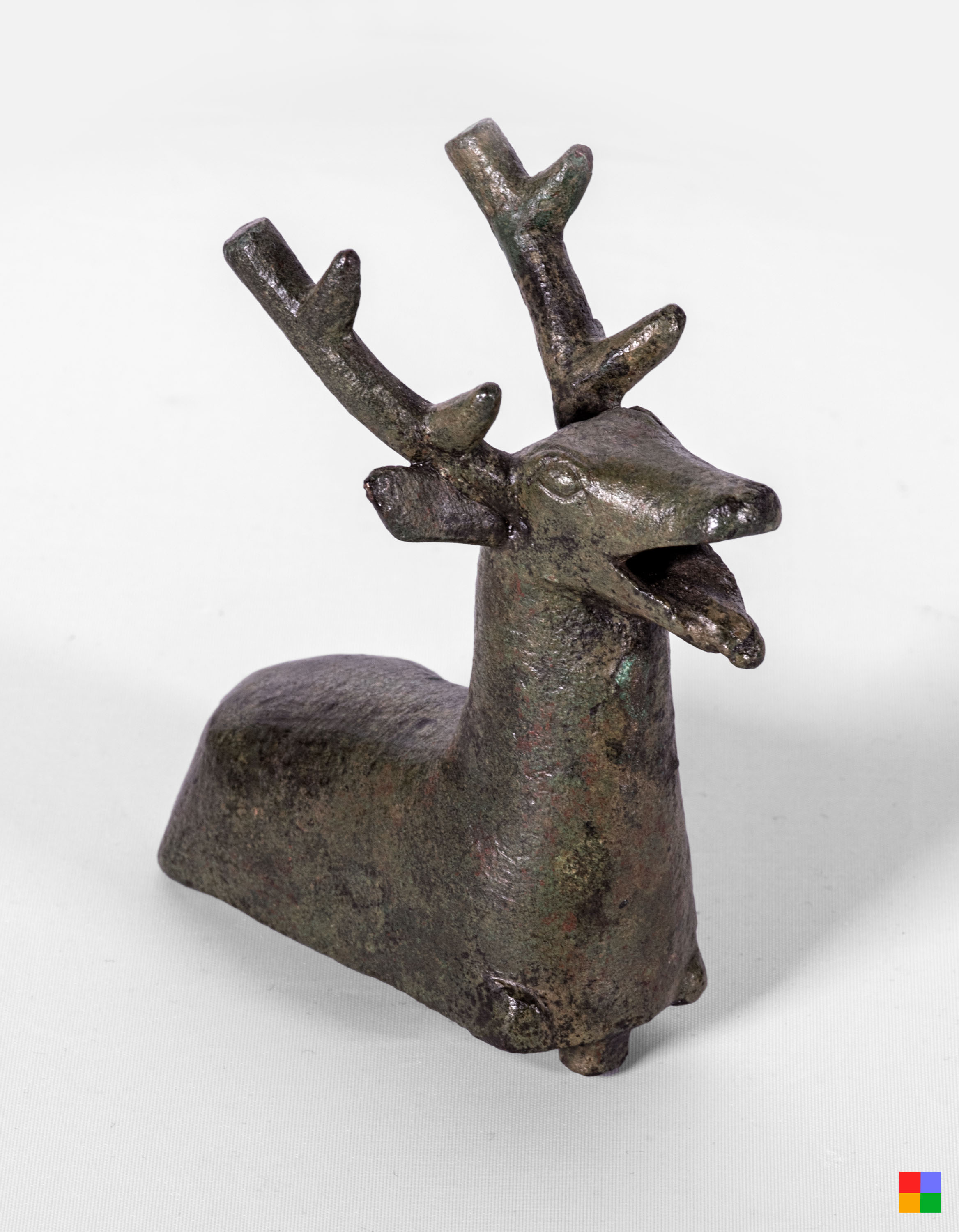
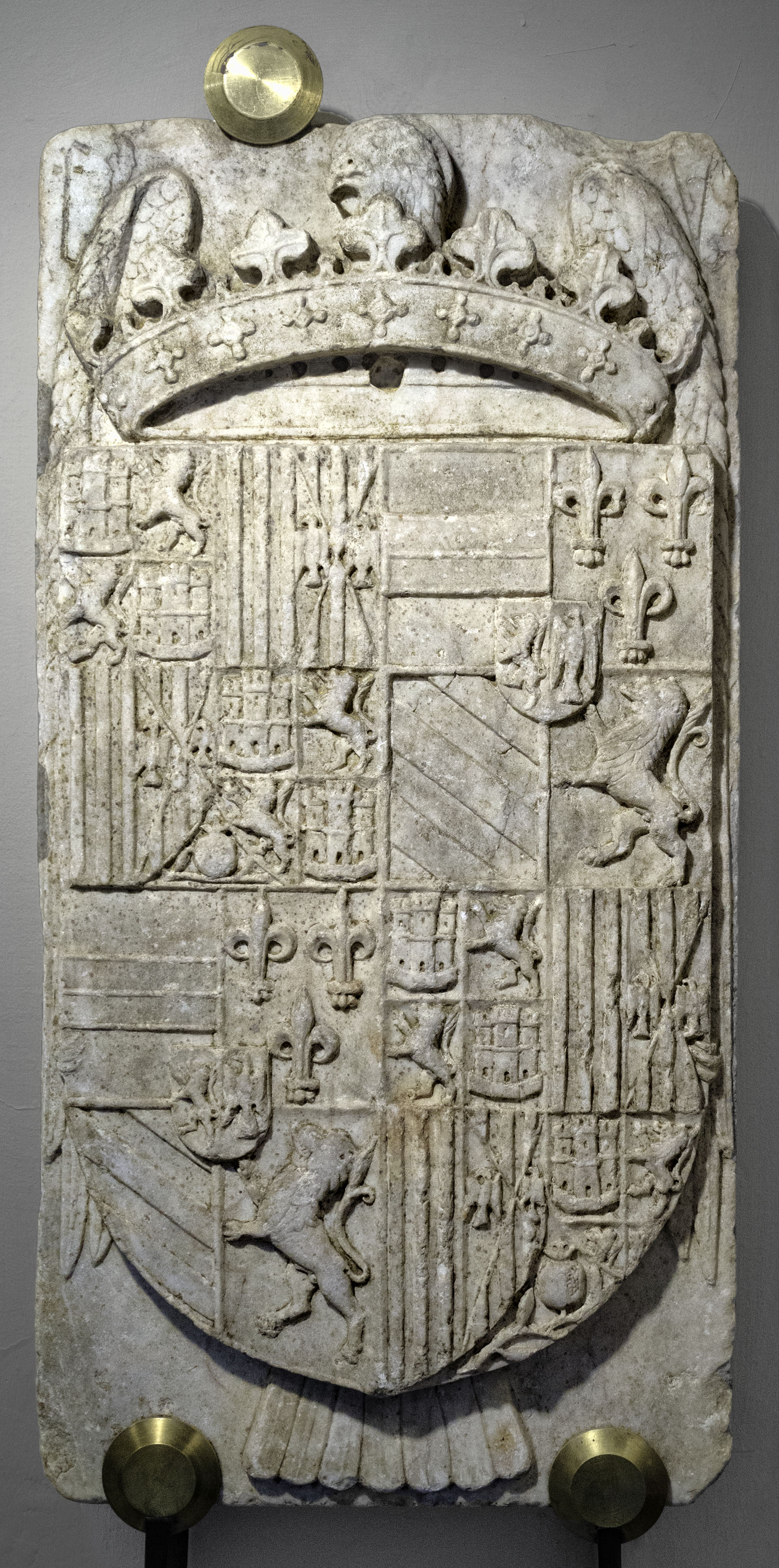
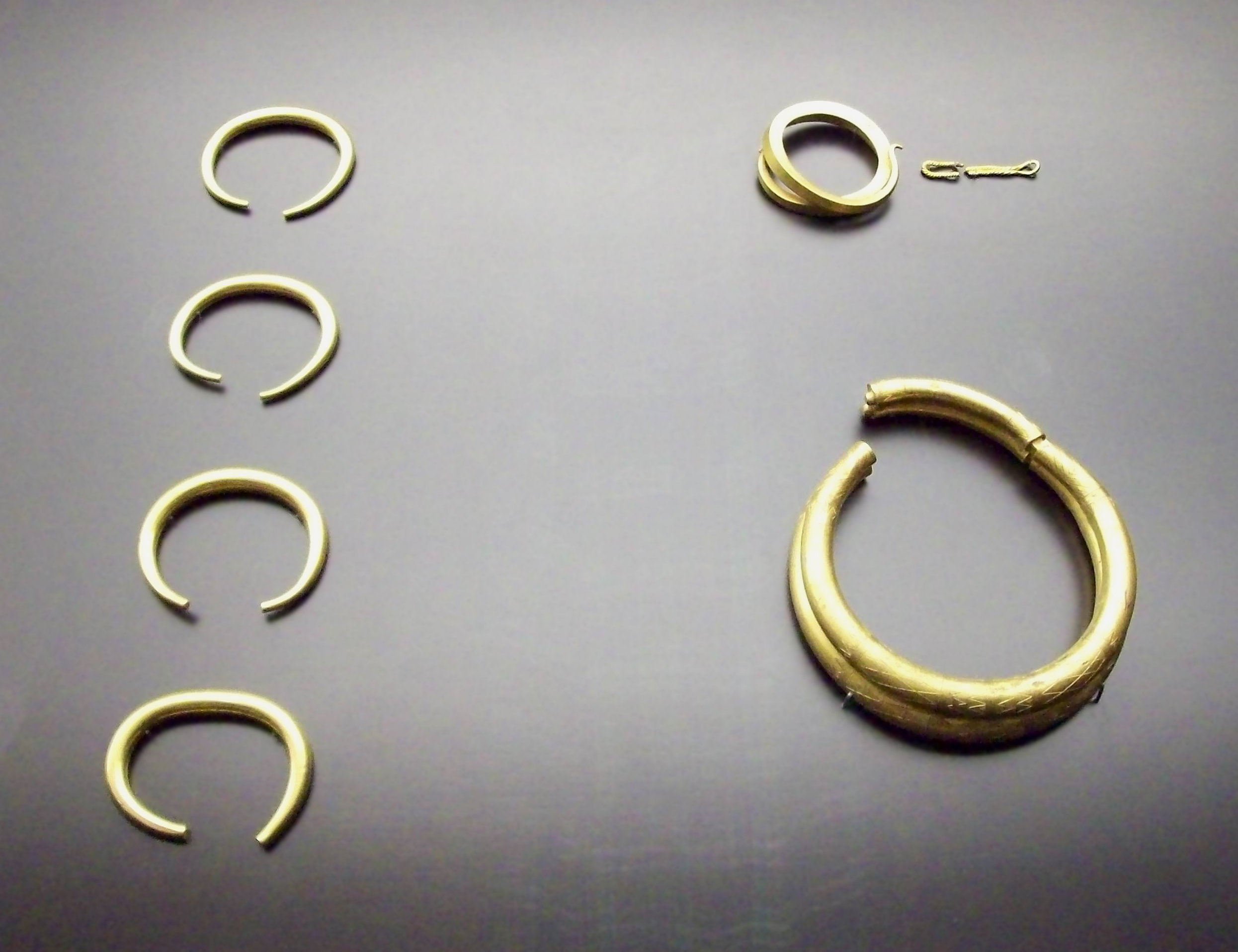
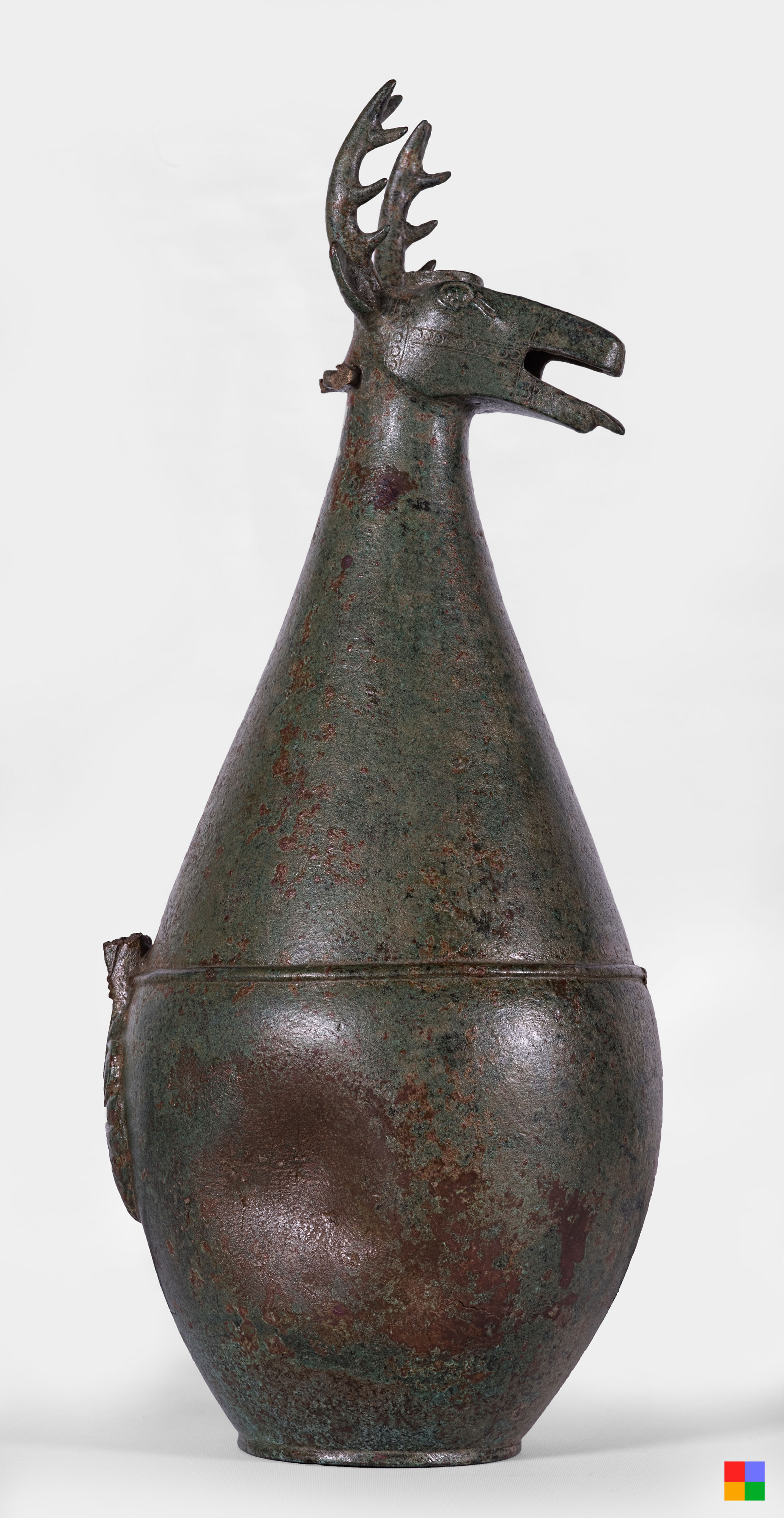
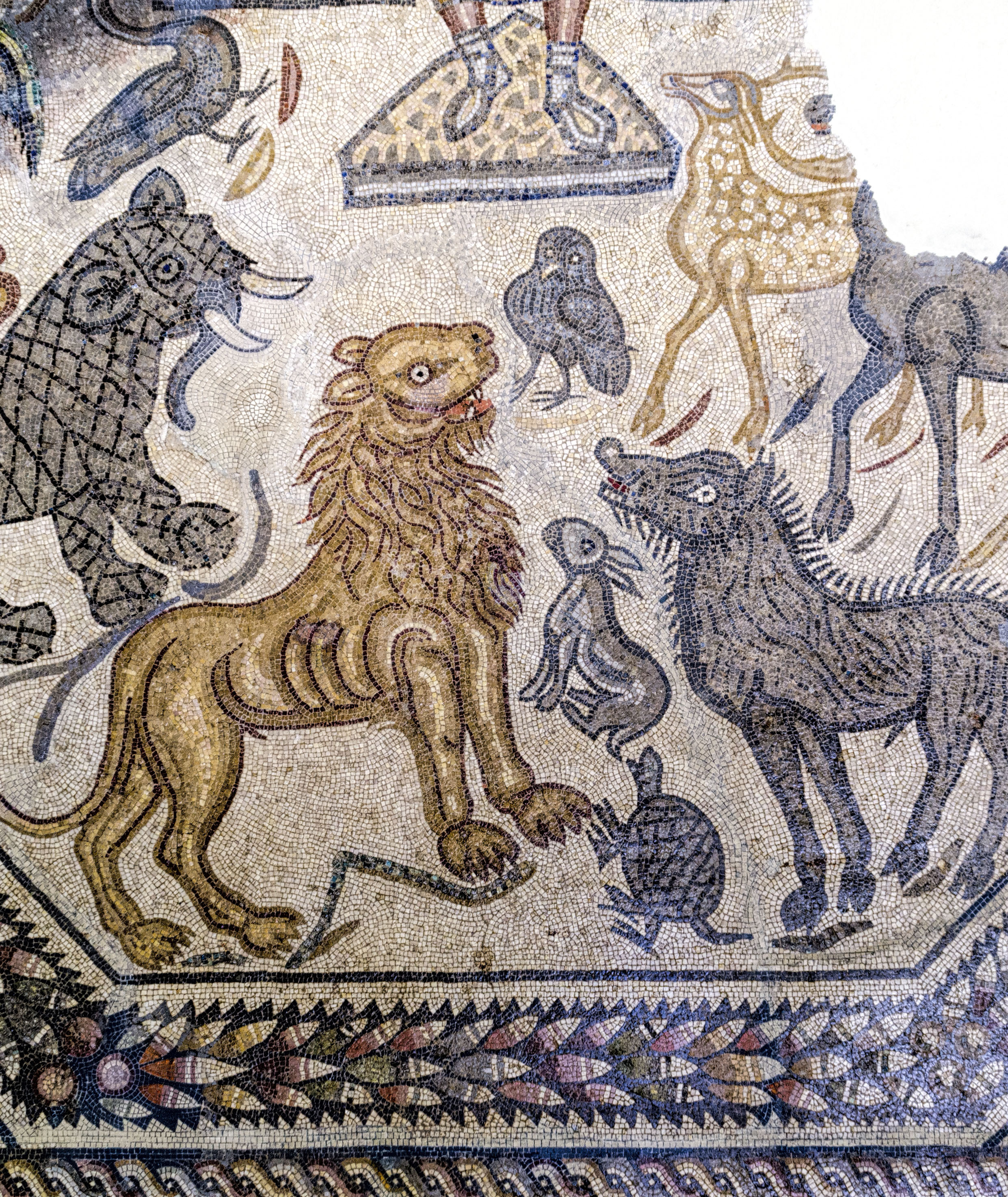